# Vẻ đẹp Mỹ (phim 1999)
Vẻ đẹp Mỹ (tựa gốc: American Beauty) là một bộ phim chính kịch của Hoa Kỳ công chiếu năm 1999, do Alan Ball viết kịch bản và là tác phẩm đạo diễn đầu tay của Sam Mendes. Nam diễn viên Kevin Spacey thủ vai Lester Burnham, một nhân viên văn phòng gặp phải khủng hoảng ở lứa tuổi trung niên khi nảy sinh tình cảm với bạn thân của cô con gái thiếu niên của mình, Angela Hayes (Mena Suvari). Annette Bening góp mặt trong vai người vợ thực dụng của Lester, trong khi Thora Birch vào vai đứa con gái bất an của họ, Jane. Wes Bentley, Chris Cooper và Allison Janney cũng tham gia diễn xuất trong phim. Các nhà học thuật nhìn nhận phim là tác phẩm trào phúng ám chỉ đến quan niệm về cái đẹp và sự thỏa mãn bản thân của tầng lớp trung lưu Hoa Kỳ; phân tích tập trung vào các khía cạnh lãng mạn và tình cảm loạn luân, tình dục, cái đẹp, chủ nghĩa duy vật, sự tự giải thoát và chuộc lỗi của bản thân.
Ball bắt đầu chắp bút cho Vẻ đẹp Mỹ dưới dạng một vở diễn vào đầu thập niên 1990, lấy bối cảnh một phần từ những dư âm xung quanh phiên tòa xét xử của Amy Fisher vào năm 1992. Anh hoãn lại vở kịch khi nhận ra câu chuyện không thể truyền tải qua sân khấu. Sau khi trải qua nhiều năm trong ngành biên kịch truyền hình, Ball hồi sinh lại ý tưởng này vào năm 1997 khi chuyển sang ngành công nghiệp điện ảnh. Kịch bản của phim cũng thay đổi, với quan điểm mang tính nhạo báng, bị ảnh hưởng từ sự bất mãn trong thời kỳ sáng tác cho thể loại hài kịch tình huống trước đây của Ball. Nhà sản xuất Dan Jinks và Bruce Cohen đem Vẻ đẹp Mỹ đến cho DreamWorks; xưởng phim còn non trẻ lúc bấy giờ đã mua lại kịch bản với giá 250.000 đô-la Mỹ, cao hơn so với nhiều cơ quan sản xuất khác. DreamWorks chi trả tổng cộng 15 triệu đô-la Mỹ cho phần sản xuất và đảm nhận vai trò phát hành phim tại khu vực Bắc Mỹ. Đây là bộ phim đầu tay do đạo diễn sân khấu Mendes thực hiện; sau những lần sản xuất thành công cùng vở nhạc kịch Oliver! và Cabaret, Mendes chỉ nhận vai trò này sau khi có 20 người khác được cân nhắc và nhiều đạo diễn "hạng A" từ chối cơ hội này.
Spacey là lựa chọn đầu tiên của Mendes cho vai Lester, cho dù DreamWorks thúc giục đạo diễn cân nhắc một nam diễn viên ăn khách hơn; tương tự, xưởng phim cũng đề nghị một vài diễn viên cho vai Carolyn cho đến khi Mendes giao vai cho Bening mà DreamWorks không hề hay biết. Phim ghi hình từ giữa tháng 12 năm 1998 đến tháng 2 năm 1999 trong môi trường cách âm tại phim trường của hãng Warner Bros. ở Burbank, California và tại các địa điểm thuộc Los Angeles. Phong cách chủ yếu của Mendes là thận trọng và điềm tĩnh; anh sử dụng tính bao quát của các cảnh quay tĩnh, chuyển cảnh chậm và cận cảnh nhằm tạo nên kịch tính cho phim. Nhà quay phim Conrad Hall bù lại cho phong cách của Mendes bằng những cảnh quay tổng hợp yên bình nhằm tạo nên sự tương phản với những sự kiện huyên náo diễn ra trên màn ảnh. Trong quá trình biên tập, Mendes đã thực hiện nhiều thay đổi nhằm giản lược phong thái châm biếm trích từ kịch bản.
Phát hành tại Bắc Mỹ vào ngày 15 tháng 9 năm 1999, các nhà phê bình và khán giả khen ngợi Vẻ đẹp Mỹ; đây là phim Hoa Kỳ được đánh giá cao nhất năm và thu về 350 triệu đô-la Mỹ trên toàn cầu. Phim được nhìn nhận bởi khía cạnh sản xuất, đặc biệt nhấn mạnh ở đóng góp của Mendes, Spacey và Ball; trong khi tính rập khuôn ở bối cảnh và nhân vật phim nhận những phản hồi trái chiều hơn. Hãng DreamWork từng tổ chức một chiến dịch lớn để phim tăng cơ hội giành chiến thắng tại Giải Oscar; tại mùa giải lần thứ 72, tác phẩm giành giải "Phim hay nhất", "Đạo diễn xuất sắc nhất", "Nam diễn viên chính xuất sắc nhất" (cho Spacey), "Kịch bản gốc xuất sắc nhất" và "Quay phim xuất sắc nhất". Phim còn giành đề cử và chiến thắng tại nhiều giải thưởng và vinh danh khác nhau, chủ yếu cho phần chỉ đạo, kịch bản và diễn xuất.

## Nội dung
Lester Burnham là một nhân viên văn phòng ở độ tuổi trung niên, người khinh rẻ công việc của mình. Vợ của anh, Carolyn, là một nhà môi giới bất động sản đầy tham vọng và thực dụng, trong khi đứa con gái mười sáu tuổi của họ, Jane, ghê tởm cha mẹ mình và luôn có thái độ tự ti. Hàng xóm của nhà Burnhams là Đại tá Thủy quân lục chiến Hoa Kỳ đã về hưu Frank Fitts và người vợ sống nội tâm, Barbara. Đứa con trai thiếu niên của họ, Ricky, bị ám ảnh với việc ghi hình những thứ xung quanh mình bằng chiếc máy quay cầm tay và giữ hàng trăm đoạn băng hình ở phòng ngủ của mình. Cậu cũng là kẻ buôn lậu cần sa và dùng công việc bán thời gian tại quán rượu để che mắt cha mình. Từng bị ép vào Học viện quân sự và bệnh viện tâm thần, Ricky luôn chịu đựng lối sống kỷ luật của Đại tá Fitts. Sau khi Jim Olmeyer và Jim Berkley, một cặp đôi đồng tính nam sống gần đó, đến chào mừng gia đình chuyển về khu phố, Đại tá Fitts tỏ vẻ kỳ thị khi tranh luận một cách giận dữ về họ cùng Ricky.
Lester bỗng nhiên nảy sinh tình cảm cùng cô bạn thân tự mãn trong đội cổ vũ của Jane, Angela Hayes, sau khi thấy cô trình diễn trong giờ giải lao tại một trận bóng rổ của trường. Anh bắt đầu có những mộng tưởng tình dục về Angela, với biểu trưng là những cánh hoa hồng rơi lặp lại nhiều lần. Carolyn bắt đầu lén lút cùng một gã doanh nhân tên là Buddy Kane. Khi Lester được thông báo chuẩn bị sa thải, anh đã tống tiền Brad, giám đốc công ty, với 60.000 đô-la và nghỉ việc, đồng thời chuyển sang làm ở một quán thức ăn nhanh. Anh đổi chiếc Toyota Camry để lấy một chiếc xe thể thao Pontiac Firebird và tập thể hình sau khi biết Angela cảm thấy anh hấp dẫn hơn nếu cải thiện cơ thể của mình. Anh cũng bắt đầu hút cần sa do Ricky cung cấp và tán tỉnh Angela mỗi lần cô ta đến thăm Jane. Tình bạn của hai cô gái trở nên nguội lạnh từ khi Jane bắt đầu thân thiết cùng Ricky; họ cùng nhau xem điều mà Ricky cho là hình tượng đẹp đẽ nhất từng quay phim lại: một chiếc túi nhựa bay trong gió.
Lester phát hiện về sự dối gian của Carolyn nhưng vẫn cư xử bình thường với cô. Buddy sau đó chấm dứt cuộc gian tình của cả hai khi lo sợ về một cuộc ly hôn đắt đỏ. Trong lúc Đại tá Fitts bắt đầu nghi ngờ về tình bạn của Lester và Ricky, ông tìm được một đoạn băng hình của con trai mình vô tình ghi lại lúc Lester nâng tạ khi đang khỏa thân. Sau khi nhìn thấy Ricky và Lester qua cửa sổ nhà để xe, Đại tá Fitts nhầm lẫn kết luận cả hai đang có mối quan hệ không đứng đắn. Ông sau đó đánh Ricky và buộc tội con trai mình là người đồng tính. Ricky, với mong muốn trả đũa, đã vờ thú nhận vụ việc và trêu tức cha mình để bị đuổi khỏi nhà và thoát ly khỏi ông. Cậu tìm đến Jane trong lúc cô đang tranh cãi cùng Angela về việc ve vãn cùng cha mình. Ricky thuyết phục Jane cùng bỏ chạy đến New York với anh và cáo buộc Angela nhàm chán và tầm thường.
Carolyn nạp đạn súng và bắt đầu lái xe về nhà. Đại tá Fitts tìm đến Lester để phân trần và có ý định hôn anh; khi Lester khước từ nụ hôn, Đại tá Fitts bỏ đi. Lester tìm thấy Angela quẫn trí ngồi một mình trong bóng tối và sau đó cô ta quyến rũ anh. Khi biết Angela còn trinh trắng, Lester từ bỏ ý định ân ái cùng cô, ra sức an ủi cô và cả hai trở nên thân thiết cùng nhau. Trong lúc Angela vào phòng tắm, một người khuất mặt chĩa khẩu súng vào gáy của Lester lúc anh mỉm cười nhìn bức ảnh gia đình trong phòng bếp. Tiếng súng nổ vang và máu phun khắp tường. Ricky và Jane tìm thấy cơ thể của Lester. Carolyn được nhìn thấy khi đang khóc than trong tủ quần áo trong khi Đại tá Fitts, người giờ đây dính đầy máu, trở về nhà và hé lộ một khẩu súng bị thiếu mất trong bộ sưu tập của ông. Lời thuật cuối phim của Lester mô tả những trải nghiệm đầy ý nghĩa trong cuộc sống của mình; anh nói rằng, cho dù đã mất, anh vẫn hạnh phúc vì cõi trần vẫn còn nhiều điều đẹp đẽ.

## Chủ đề và phân tích

### Lý giải đa chiều
Các học giả và viện hàn lâm đưa ra nhiều lời diễn giải khác nhau về Vẻ đẹp Mỹ; các nhà phê bình điện ảnh có các ý kiến phân cực, chủ yếu là ở cách tiếp nhận phim hơn là chất lượng của nó. Nhiều người mô tả phim nói về "ý nghĩa cuộc sống", "nhận dạng giới tính" hay "sự tồn tại rỗng tuếch của vùng ngoại ô Hoa Kỳ", bộ phim là một thách thức về mặt phân loại ngay cả với những nhà làm phim. Chính Mendes cũng tỏ ra do dự, cho rằng kịch bản phim bộc lộ những vấn đề khác nhau qua mỗi lần đọc: "một câu chuyện bí ẩn, một hành trình muôn màu xuyên qua ngoại ô Hoa Kỳ, một loạt những chuyện tình; [...] kể về sự giam cầm, [...] sự cô độc [và] cái đẹp. Nó vui nhộn; giận dữ và buồn tẻ." Nhà phê bình văn học và tác giả Wayne C. Booth kết luận bộ phim không thuộc bất cứ định nghĩa nào: "[Vẻ đẹp Mỹ] không thể được tóm tắt đầy đủ là 'một sự châm biếm về những gì đang xảy ra với lối sống Mỹ'; điều đó vô tình làm giảm đi giá trị của cái đẹp. Sẽ dễ dàng hơn nếu tóm tắt phim như 'một bức chân dung vẻ đẹp tiềm ẩn dưới sự khổ đau và sai lầm của người Mỹ'; nhưng điều đó lại làm mất đi ý nghĩa quang cảnh tàn độc và ghê rợn, cùng sự chán ghét của Ball với đạo đức của chúng ta. Phim cũng không thể được tổng kết bằng bất kể lời khẳng định triết lý nào của Lester hay Ricky về định nghĩa cuộc sống hoặc cách mà ai đó nên sống." Ông cho rằng vấn đề phân tích bộ phim này gắn liền với việc tìm kiếm trọng tâm của nó—một khía cạnh chủ đạo "[thống nhất] tất cả các trường hợp". Ở Vẻ đẹp Mỹ, ông cho rằng không phải là của Mendes hay Ball. Mendes cân nhắc Ball là khía cạnh chủ đạo, nhưng ngay cả khi tác giả kịch bản "có ảnh hưởng một cách mạnh mẽ" đến phim, ông thường xuyên phải chấp nhận những sai lệch trong quan điểm của mình, đặc biệt là những điểm chuyển mình từ tông điệu cay độc trong kịch bản sang hướng lạc quan hơn. Với "quan điểm thâm nhập vào tầm nhìn gốc của tác giả," Booth nói, những nhà phân tích Vẻ đẹp Mỹ "đã quên tìm kiếm cốt lõi khó nắm bắt nhất". Theo Boothe, thứ thực sự kiểm soát bộ phim nằm ở nguồn năng lượng dồi dào sáng tạo "mà hàng trăm người đã dốc công trong công đoạn sản xuất, chấp thuận và bất đồng, chèn thêm và gọt bớt đi của nó".

### Sự giam cầm và giải thoát

Bóng của Lester phản chiếu trên màn hình máy vi tính được ví như hình ảnh một người đàn ông đứng sau song sắt, gợi lên chủ đề bị giam cầm và sự giải thoát bản thân của đạo diễn Sam Mendes.

Mendes gọi Vẻ đẹp Mỹ là một trong những bộ phim về sự cầm tù và giải thoát khỏi sự giam cầm. Sự buồn tẻ của nhân vật Lester biểu hiện thông qua nơi làm việc ảm đạm và khó tả cùng phục trang tầm thường. Trong những phân cảnh này, nhân vật bị đè nén như thể mình đang bị lâm vào thế bí, "gợi lại những điều khiến anh ta khó lòng vừa ý". Hình ảnh anh thủ dâm trong lúc tắm; với buồng tắm đứng được ví von với phòng giam, là một trong số những phân cảnh gợi lên sự kìm kẹp đằng sau chấn song sắt hay bị giam cầm của Lester, như khi bóng anh phản chiếu đằng sau những cột số trên màn hình máy vi tính, "bị kìm hãm [và] gần như bị bác bỏ". Học giả kiêm tác giả Jody W. Pennington cho rằng hành trình của Lester là cốt lõi của câu chuyện. Chính lúc bản năng tình dục của nhân vật thức tỉnh khi gặp Angela là điểm khởi đầu của nhiều bước ngoặt khác, như lúc anh bắt đầu "[rũ bỏ] đi trách nhiệm trong cuộc sống an nhàn mà anh vốn khinh miệt". Sau khi Lester hút cần sa cùng Ricky, bản chất của anh bộc lộ và bắt đầu nổi loạn chống đối Carolyn. Bị thay đổi bởi "niềm tin quyến rũ và thâm sâu" của Ricky, Lester bị thuyết phục rằng Angela là mục tiêu có thể đạt tới và chất vấn "sự tồn tại sáo rỗng, vô vị của những nhà thực dụng ngoại ô"; anh nhận việc ở một trạm thức ăn nhanh, giúp anh bước chậm lại và "nhìn thấy cả cuộc đời mình ở phía trước".
Khi Lester bị Carolyn bắt gặp lúc đang thủ dâm, hành động trả đũa cho sự thiếu vắng thân mật giữa cả hai, anh lần đầu thổ lộ những suy nghĩ về vợ mình. Bằng việc phân trần vấn đề này và "sự đầu tư hời hợt vào người khác" của Carolyn, Lester đang cố gắng "lấy lại tiếng nói trong ngôi nhà [chỉ tôn trọng] ý kiến của người mẹ và con gái". Bước ngoặt cuối cùng xảy ra khi anh và Angela suýt ân ái; sau khi cô ta thú nhận sự trinh trắng của mình, anh không còn nghĩ cô như một mục đích tình dục nữa, mà nhìn nhận cô như một đứa con gái. Anh ôm chặt và "nâng niu lấy cô". Mendes gọi đây là "cái kết mỹ mãn nhất có thể xảy ra cho hành trình [của Lester]". Với những cảnh phim cuối cùng, Mendes có ý định cho thấy Lester trong đoạn cùng của "cuộc truy lùng hoang đường". Sau khi Lester lấy bia từ tủ lạnh, máy ghi hình quay trực diện vào anh, sau đó hướng về đại sảnh nơi anh bước đến "để gặp vận mệnh của mình". Khi bắt đầu cư xử chừng mực trở lại, Lester được máy quay quan sát kỹ hơn. Lúc anh mỉm cười trước bức ảnh gia đình, máy ghi hình chậm rãi chuyển sang tường nhà bếp, nơi máu bắn lên khi phát súng nổ; cảnh quay chậm cho thấy cái chết yên bình của Lester. Cơ thể anh được Jane và Ricky tìm thấy. Mendes cho rằng cái bóng của Ricky phản chiếu trên đôi mắt đã chết của Lester chính là "cực điểm của chủ đề" bộ phim": vẻ đẹp được tìm thấy nơi ít kỳ vọng nhất.

### Sự hòa nhập và cái đẹp
Giống như các tác phẩm điện ảnh Hoa Kỳ khác vào năm 1999—như Fight Club, Bringing Out the Dead và Magnolia—Vẻ đẹp Mỹ muốn truyền tải cho khán giả thông điệp "[hướng đến] cuộc sống ý nghĩa hơn". Phim dấy lên tranh cãi chống lại sự hòa nhập, dù không phủ nhận mọi người cần và mong muốn điều đó; ngay cả các nhân vật đồng tính trong phim cũng chỉ muốn được hòa nhập. Jim và Jim, các hàng xóm khác của nhà Burnham, là sự trào phúng trước "hình tượng cặp đôi người đồng tính theo giai cấp tư sản", những người cũng "mang nét buồn tẻ tương tự" như những cặp đôi dị tính khác mà bộ phim chỉ trích. Học giả và tác giả theo chủ nghĩa nữ giới Sally R. Munt cho rằng Vẻ đẹp Mỹ sử dụng cái bẫy "ngôi nhà nghệ thuật" để mang đến thông điệp thiếu hòa nhập chính yếu ở tầng lớp trung lưu và cách tiếp cận này là "mối bận tâm rập khuôn của giai cấp tư sản; [...] tiền đề tiềm ẩn là giá trị tìm kiếm 'cái tôi' riêng biệt thông qua sự phủ định và sự hy sinh quên mình luôn rộng mở với những người đủ tiền tài để lựa chọn, và đủ xảo quyệt để thể hiện bản thân một cách đồng cảm như một kẻ nổi loạn."
Giáo sư Roy M. Anker cho rằng cốt lõi của phim nằm ở sự chỉ dẫn khán giả để "quan sát kỹ hơn". Mở đầu của phim là tập hợp nhiều quan điểm kỳ lạ về khu phố nhà Burnham, với lời thuật theo lối quy nạp của Lester khi tiết lộ anh sẽ sớm qua đời, khiến khán giả tự mình xem xét số phận và nét đẹp xung quanh chính họ. Còn có hàng loạt những điều bí ẩn khác; Anker hỏi, "đâu là địa điểm chính xác và bắt nguồn từ trạng thái nào mà nhân vật kể lại câu chuyện này? Nếu anh ta đã mất, tại sao lại bận tâm kể lại ước mong của mình trong năm cuối cùng còn sống? Còn một câu hỏi khác về cách Lester đã hoặc sẽ qua đời." Anker tin rằng cảnh trước đó—khi Jane bàn luận cùng Ricky về khả năng giết hại cha cô ấy—góp phần đẩy bí ẩn này lên cao. Giáo sư Ann C. Hall không đồng tình; ông cho rằng đưa ra giải pháp sớm cho bí ẩn này, bộ phim giúp cho khán giả đưa vấn đề sang một bên "để nhìn nhận bộ phim và các vấn đề triết lý" rõ ràng hơn. Thông qua cuộc đời của Lester, từ sự tái sinh rồi lìa đời, Vẻ đẹp Mỹ đã châm biếm những khái niệm về ý nghĩa, cái đẹp và sự thỏa mãn của tầng lớp trung lưu Hoa Kỳ. Cho dù sự thay đổi của Lester chỉ xuất hiện nhờ khả năng tình dục cùng Angela; anh vẫn còn là một "kẻ mộ đạo tự nguyện về niềm hoan hỉ tình dục chớm nở của giới truyền thông, như một chuyến đi khám phá trọn vẹn bản thân". Carolyn cũng có chiều hướng tương tự bởi những quan điểm truyền thống về hạnh phúc; từ đức tin về niềm hạnh phúc nội trợ trong "mái ấm đẹp đẽ" đến chiếc xe và trang phục làm vườn của cô, dinh cơ của Carolyn "quyến rũ tầm nhìn thiên niên kỷ của người Mỹ về Pleasantville, hay Eden". Nhà Burnham không nhận ra mình là "những kẻ thực dụng một cách triết lý và là những nhà tiêu dùng thành kính có đạo đức", kỳ vọng "sự sơ đẳng của vẻ đẹp Hoa Kỳ" sẽ cho họ hạnh phúc. Anker cho rằng "họ vô vọng trong việc tô điểm nền kinh tế và định kiến tình dục [...] khi họ và nền văn hóa kia đã chỉ định chính sự cứu rỗi của họ."
Ricky xuất hiện như là "điều hư ảo, [...] cốt lõi huyền bí và thiêng liêng" của bộ phim. Cậu cảm nhận vẻ đẹp trong từng chi tiết của cuộc sống thường ngày, cố ghi hình lại mọi thứ mình có thể để không bỏ lỡ chúng. Cậu cho Jane thấy điều mà cậu cho là đẹp đẽ nhất mình từng ghi lại: một chiếc túi nhựa cuốn theo làn gió trước một bức tường. Cậu cho rằng ghi lại khoảnh khắc đó chính là lúc cậu nhận ra "cả một cuộc sống đằng sau những thứ vô tri vô giác"; cậu cảm thấy "đôi lúc có nhiều vẻ đẹp trên cõi đời mà tôi cảm thấy như mình không thể ghi lại... và tim tôi cứ thế xốn xang". Anker tranh cãi việc Ricky, khi lướt nhìn qua thứ "cặn bã văn hóa", đã "[chộp lấy] điều huy hoàng rạng rỡ của thế giới vạn vật" để gặp mặt Chúa. Khi phim tiếp diễn, nhà Burnham lại bước đến gần hơn với quan điểm của Ricky về thế giới. Lester chỉ có thể thề bỏ sự thỏa mãn bản thân vào cuối phim. Khi đang ở đỉnh điểm quan hệ cùng Angela, anh trở lại là chính mình sau khi cô ta thú nhận về sự trinh trắng của bản thân. Bỗng nhiên đối diện trước một đứa trẻ, anh bắt đầu cư xử với cô như con gái mình; hành động giúp Lester nhìn nhận bản thân, Angela và gia đình mình "như những tạo vật nghèo nàn và mỏng manh nhưng cũng vô cùng kỳ diệu". Anh nhìn tấm ảnh của gia đình trong khoảnh khắc hạnh phúc và qua đời khi được khai sáng ảnh hưởng với "điều kỳ diệu, niềm vui và lòng biết ơn chân thành"—anh sau cùng cũng nhìn thế gian bằng chính bản chất của nó.
Theo Patti Bellantoni, màu sắc được sử dụng một cách biểu trưng xuyên suốt bộ phim, với sắc đỏ chủ đạo, thể hiện tính quan trọng đặc trưng theo câu chuyện và "[định rõ] vai kể của Lester". Khác với hình tượng xám xịt phản ánh tính thụ động ban đầu của Lester, anh lại thấy mình trong sắc đỏ khi tìm lại được bản chất. Loài hoa hồng "American Beauty" sử dụng nhiều lần như một biểu tượng; khi Lester mơ mộng về Angela, cô thường khỏa thân với những cánh hoa hồng rơi xung quanh. Trong những cảnh này, bông hồng tượng trưng cho dục vọng của Lester dành cho cô. Khi bông hồng liên kết cùng Carolyn, chúng đại diện cho "bộ mặt thành công ở ngoại thành". Hoa hồng cũng được nhìn thấy trong gần như mọi cảnh quay tại nhà Burnham, nơi chúng thể hiện mình là "chiếc mặt nạ giấu đi thực tế ảm đạm và xấu xí". Carolyn cảm thấy "nơi nào có thể đặt hoa hồng, tất cả đều ổn". Cô tỉa hoa và đặt chúng vào lọ, nơi chúng tô điểm cho "ảo mộng giả tạo của cái đẹp" và bắt đầu héo dần. Những cành hồng trong lọ ở những cảnh Angela và Lester ve vãn cùng nhau tượng trưng cho đời sống trước đây của Lester và Carolyn; máy quay ghi cận cảnh khi Lester và Angela đến gần nhau, sau cùng đưa những cành hồng—và cả Carolyn—ra khỏi cảnh quay. Sự hiện ra của Lester lúc cuối phim bày tỏ thông qua cơn mưa và sử dụng sắc đỏ gầy dựng nên sự tương phản kỹ càng với đỉnh điểm khi Lester giải tỏa cảm xúc của mình. Việc dùng không ngớt sắc đỏ "làm lắng đi tiềm thức [của khán giả]" và quen mắt với nó; vì thế, khiến khán giả bất ngờ khi Lester bị bắn và vệt máu đỏ của anh vương vãi khắp tường.

### Bản chất tình dục và sự kìm nén
Pennington tranh luận Vẻ đẹp Mỹ định nghĩa các nhân vật thông qua bản chất tình dục của họ. Những ý định hồi sinh lại tuổi trẻ của Lester là kết quả dẫn từ ham muốn của anh cùng Angela và tình trạng rạn nứt quan hệ của anh cùng Carolyn được phản ánh thông qua những lần tiếp xúc thân thể ít ỏi của cả hai. Cũng vì thất vọng trong chuyện thể xác, Carolyn đã có một mối quan hệ lén lút khác, đưa cô từ "một kẻ cầu toàn lạnh lùng" thành một tâm hồn vô tư khi "[cất tiếng hát] hạnh phúc" theo nhạc chơi trong xe. Jane và Angela liên tục đề cập đến tình dục, thông qua mô tả của Angela về các tình huống tình dục mà cô gặp phải và cách mà các cô gái suy nghĩ về nhau. Những cảnh khỏa thân ở họ đều truyền tải sự tổn thương của nhau. Trong đoạn kết phim, sự tin tưởng của Angela ở Jane yếu dần cho đến khi sức mạnh duy nhất mà cô có để khống chế bạn mình chính là sức hút của Lester dành cho cô. Đại tá Fitts phản ứng một cách kinh tởm khi gặp mặt Jim và Jim; ông hỏi, "Làm sao những đứa đồng tính này luôn cứ xuất hiện trước mặt mình thế? Họ không thấy hổ thẹn hay sao?" Ricky trả lời, "Đó chính là vấn đề đấy Bố—họ không thấy có gì phải đáng xấu hổ cả". Pennington cho rằng phản ứng của Đại tá Fitts không phải là kỳ thị, mà là sự "tự dày vò thẩm vấn bản thân".
Cùng với những bộ phim cuối thiên niên kỷ khác như Fight Club, In the Company of Men (1997), American Psycho (2000) và Boys Don't Cry (1999), Vẻ đẹp Mỹ "mở rộng hơn, thăm dò xa rộng vấn đề của giới mày râu trong cơn khủng hoảng". Giáo sư Vincent Hausmann cho rằng trong thực trạng gia tăng nam giới "trước những yêu sách đe dọa bởi chiến tranh, bởi chủ nghĩa tiêu dùng và những thách thức về bình đẳng nữ giới và người đồng tính", những bộ phim như thế này cho thấy nhu cầu "tập trung và thậm chí đặc ân" từ những khía cạnh mà đấng mày râu "cho là điều sai lệch". Sự biến chất của Lester cho thấy "anh, chứ không phải người phụ nữ, là người gánh vác trách nhiệm [của việc thiếu nhân tính]" và không thể chịu đựng sự nhu nhược. Ý định "tăng nét nam tính truyền thống" của Lester dấy lên xung đột với trách nhiệm làm cha của anh. Cho dù phim thể hiện Lester trở lại vai trò làm cha một cách tích cực, anh vẫn không trở thành "hình tượng đàn ông được phóng đại trong những bộ phim như Fight Club". Hausmann kết luận hành vi của Lester đối với Angela là "sai lầm nhưng gần như là bước tiến cần thiết để lần nữa trở thành một người cha".
Hausmann cho rằng bộ phim "dứt khoát khẳng định tính quan trọng trong duy trì sự ngăn cấm tình cảm loạn luân"; chủ đề thường thấy trong tác phẩm của Ball là sự so sánh những điều cấm kỵ xung quanh tình cảm loạn luân và đồng tính luyến ái. Thay vì thực hiện tính phân biệt công khai, Vẻ đẹp Mỹ lại cho thấy sự kìm hãm có thể dẫn đến bạo lực. Đại tá Fitts do cảm thấy hổ thẹn bởi thiên hướng tình dục đồng giới của mình mà ra tay sát hại Lester. Ball cho rằng, "Bộ phim cho thấy cách mà nỗi ghê sợ đồng tính luyến ái dựa trên sự lo sợ và đàn áp về những gì [họ] có thể làm được." Bộ phim còn mang hàm ý về hai dục vọng loạn luân chưa thỏa mãn: niềm khao khát Angela của Lester là biểu thị cho sự khao khát ở chính đứa con gái của mình, trong khi sự đàn áp của Đại tá Fitts biểu lộ thông qua tính kỷ cương về tính dục để kiểm soát Ricky. Do đó, Ricky nhận ra mình chỉ có thể làm tổn thương ông ta bằng việc vờ thú nhận mình là kẻ đồng tính luyến ái, trong khi sự mỏng manh và sức quy phục của Angela gợi lại cho Lester về trách nhiệm và giới hạn ảo mộng của mình. Đại tá Fitts đại diện cho cha của Ball, người tự đè nén dục vọng đồng giới và gây nên bất hạnh cho chính mình. Ball đã chỉnh sửa lại nhân vật Đại tá Fitts nhằm hoãn tiết lộ về thiên hướng tình dục của ông, điều mà Munt hiểu là khả năng "hoãn lại mộng ái loạn luân gia trưởng của chính Ball".

### Nhịp độ và âm nhạc

Hai hình ảnh nhà Burnham dùng bữa tối ghi lại bởi cùng một góc độ quay, được xem là một trong những "nhịp điệu lặp lại" xuất hiện nhằm định hình nên cốt lõi của cấu trúc phim.

Vẻ đẹp Mỹ có cấu trúc dẫn chuyện truyền thống, duy chỉ phần mở đầu được thay thế bằng cảnh Jane và Ricky trích từ lưng chừng câu chuyện. Churby cho rằng nội dung "không chiếm giữ [...] [hoặc] giành tất cả thời lượng", trích dẫn lời khẳng định của Lester rằng cuộc sống không hề lướt qua mắt anh, nhưng "trải dài bất tận như biển cả thời gian". Furby tranh cãi việc "nhịp điệu lặp lại" định hình nên cốt lõi cấu trúc phim. Ví dụ, hai phân cảnh nhìn thấy nhà Burnham ngồi cùng nhau trong bữa tối ghi lại cùng một góc độ. Mỗi hình ảnh đều giống nhau, với những khác biệt nhỏ ở cách bố trí đồ vật và ngôn ngữ hình thể phản ánh tính quyết đoán mới được tìm thấy của Lester. Một ví dụ khác, với hai cảnh Jane và Ricky ghi hình lẫn nhau. Ricky ghi lại Jane từ cửa sổ phòng ngủ khi cô đang cởi bỏ nội y, sau đó hình ảnh đổi ngược với cùng tính chất "mãn nhãn và phô bày" khi Jane ghi hình Ricky trong khoảnh khắc tổn thương.
Ảo mộng của Lester nhấn mạnh bởi phong cách ghi hình chuyển động chậm và lặp lại; Mendes sử dụng cắt bỏ đúp-và-gấp-ba trong nhiều cảnh, và phần nhạc nền thay đổi khiến khán giả nhận biết mình đang xem một đoạn tưởng tượng. Một ví dụ khác ở cảnh phòng tập thể dục—nơi Lester lần đầu gặp mặt Angela. Trong khi các cổ động viên khác đang trình diễn giữa giờ với bài hát "On Broadway", Lester lại trở nên lưu luyến với Angela. Thời gian chậm lại nhằm thể hiện "sự thôi miên mãn nhãn" của Lester và ảo mộng về Angela chỉ đang trình diễn cho riêng anh. "On Broadway"—bài hát thường mang lại sự nhấn mạnh hành động trên màn ảnh—lại được thay thế bởi loại âm nhạc nghịch tai và bộ gõ, gây nên sự lệch lạc về nhịp điệu và tiến triển. Phần nhạc nền truyền dẫn này mang tính quan trọng trong tạo dựng sự ngưng trệ tường thuật cảnh phim; nó truyền đạt khoảnh khắc bị kéo giãn đến độ dài vô tận cho Lester. Hiệu ứng này là một trong những điều mà Phó Giáo sư Stan Link xem là "thời điểm cực đại", được nhà soạn nhạc và nhà lý luận âm nhạc Jonathan Kramer mô tả âm nhạc đưa "thời điểm hiện tại kéo dãn thành một độ dài khổng lồ, một khả năng 'hiện tại' vô hạn nhưng có cảm giác như trong chốc lát". Âm nhạc được sử dụng như một tín hiệu về thị giác, vậy nên Lester và nhạc nền đều hướng về Angela. Cảnh phim kết thúc với sự tái áp bất chợt của "On Broadway" và mục đích thời gian.
Theo Drew Miller từ Stylus, phần nhạc phim "[góp nên] tiếng nói vô thức" đến linh hồn của các nhân vật và bổ trợ vào hàm ý của phim. Việc sử dụng rõ ràng nhất của dòng nhạc pop giúp "đệm thêm và đưa ngữ cảnh" vào ý định hồi xuân của Lester; nhằm gợi lại xung đột giữa phản văn hóa thập niên 1960 và sự đè nén của người Mỹ thông qua âm nhạc và ma túy, Lester bắt đầu hút ma túy và nghe nhạc rock. Lựa chọn bài hát của Mendes "phát triển theo lịch sử dòng nhạc thịnh hành Mỹ". Miller nêu ý kiến cho dù một vài bài hát đã quá quen thuộc, vẫn còn đó yếu tố gây cười trong phim, "thể hiện sự khuyến khích [từ phim] để người xem có thể 'quan sát kỹ hơn'". Đến cuối phim, phần nhạc nền do Thomas Newman đảm nhiệm xuất hiện thường xuyên hơn, tạo nên "một nhịp độ nhiễu loạn" tương thích cùng sự kịch tính về mặt hình ảnh. Điểm ngoại lệ nằm ở bài hát "Don't Let It Bring You Down" chơi trong lúc Angela cám dỗ Lester. Chiếm hữu vào lúc đầu, giai điệu của nhạc phẩm trở nên tương phản hơn khi cuộc quyến rũ chấm dứt. Ca từ của bài hát, nói về "tòa lâu đài bùng cháy", có thể được nhìn nhận là phép ẩn dụ trước quan điểm của Lester với Angela—"vẻ ngoài xây dựng lạc quan và đầy ảo mộng của 'Vẻ đẹp Mỹ'"—khi chúng bùng cháy và để lộ "một cô gái nhút nhát và bình thường, giống như vợ của anh, cố tình xây dựng cái tôi sai lệch trước công chúng".

## Sản xuất

### Triển khai
Vào năm 1997, Alan Ball kiên quyết chuyển sang ngành công nghiệp điện ảnh sau khi trải qua vài năm bất mãn sáng tác cho loạt phim truyền hình hài kịch tình huống Grace Under Fire và Cybill. Anh gia nhập vào United Talent Agency (UTA), nơi người đại điện, Andrew Cannava đề nghị anh viết một kịch bản đầu cơ để "tái giới thiệu [mình] với cương vị của một nhà biên kịch". Ball đưa ra 3 ý tưởng cho Cannava: hai tác phẩm hài kịch lãng mạn truyền thống và Vẻ đẹp Mỹ, kịch bản mà anh có ý định chuyển thể thành một vở kịch vào đầu thập niên 1990. Mặc cho tính kén thương mại của chủ đề, Cannava vẫn chọn Vẻ đẹp Mỹ vì cảm thấy đây là tác phẩm mà Ball có tâm huyết nhất. Trong lúc phát triển kịch bản, Ball sáng lập một chương trình hài kịch tình huống truyền hình khác, Oh, Grow Up. Anh chuyển đổi sự giận dữ và thất vọng khi chương trình này phải tham gia hệ thống kênh theo yêu cầu—cũng như những khúc mắc trong thời gian thực hiện Grace Under Fire và Cybill—sang việc chắp bút cho Vẻ đẹp Mỹ.

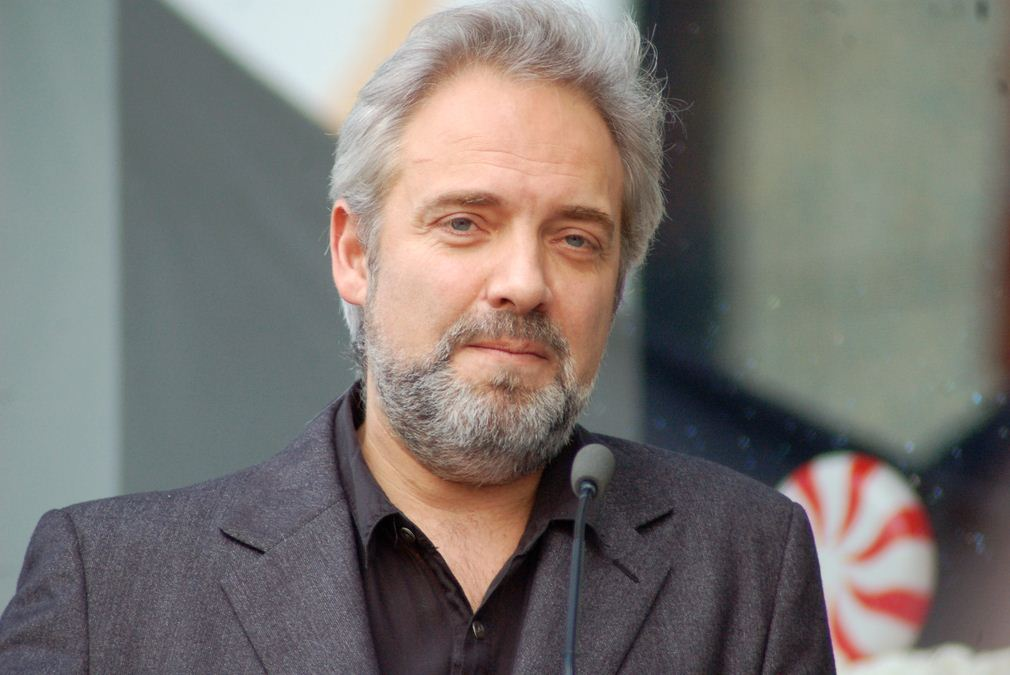
Mendes đạo diễn bộ phim này sau khi có 20 người khác được cân nhắc và nhiều đạo diễn "hạng A" từ chối cơ hội này.

Dù Ball không trông đợi vào tính thương mại của kịch bản này, khi tin đây chỉ là tác phẩm giới thiệu cho mình, Vẻ đẹp Mỹ lại thu hút sự quan tâm từ một vài cơ quan sản xuất. Cannava gửi kịch bản đến cho một vài nhà sản xuất, bao gồm Dan Jinks và Bruce Cohen, những người mang nó đến hãng DreamWorks. Với sự giúp đỡ thực hiện của Glenn Williamson và Bob Cooper, cùng Steven Spielberg trong vai trò đối tác xưởng phim, Ball được thuyết phục triển khai dự án tại hãng; anh nhận những khoản cam kết từ DreamWorks—hãng được biết đến vào thời điểm đó bởi mức phí thông thường—rằng mọi chuyện sẽ được "giải quyết triệt để". Trong một nước cờ bất thường, DreamWorks quyết định không lựa chọn kịch bản này; mà mua lại toàn bộ với giá 250.000 đô-la Mỹ vào tháng 4 năm 1998, vượt trên giá của Fox Searchlight Pictures, October Films, Metro-Goldwyn-Mayer và Lakeshore Entertainment. DreamWorks dự định thực hiện bộ phim với kinh phí từ 6 đến 8 triệu đô-la Mỹ.
Jinks và Cohen tham gia triển khai phim, bao gồm khâu tuyển vai và lựa chọn của đạo diễn. Các nhà sản xuất tìm thấy khoảng 20 đạo diễn tiềm năng, nhiều người trong số họ xếp vào danh sách "hạng A" trong thời điểm đó. Ball lại không muốn tìm đạo diễn nổi tiếng vì anh tin sự hợp tác cùng họ có thể khiến kinh phí tăng thêm và DreamWorks trở nên "lo lắng về nội dung". Tuy vậy, xưởng phim lại đề xuất hai cái tên Mike Nichols và Robert Zemeckis; nhưng cả hai đều bỏ qua. Trong năm đó, Mendes (lúc bấy giờ là một đạo diễn sân khấu) hồi sinh lại vở nhạc kịch Cabaret tại New York cùng đồng nghiệp Rob Marshall. Beth Swofford từ Creative Artists Agency sắp xếp cho đại diện của hãng phim và Mendes gặp nhau tại Los Angeles nhằm xem xét liệu vai trò đạo diễn phim có là điều khả thi hay không. Mendes tìm thấy Vẻ đẹp Mỹ trong 8 kịch bản tại nhà của Swofford và ngay lập tức nhận ra đây là điều anh muốn thực hiện; vào thuở đầu sự nghiệp, anh luôn lấy cảm hứng từ cái cách mà Paris, Texas (1984) thể hiện một Hoa Kỳ đương đại thông qua phong cảnh ảo mộng và anh nhìn thấy chủ đề tương tự ở Vẻ đẹp Mỹ, cũng như sự phản chiếu ở chính tuổi thơ của mình. Mendes sau đó gặp Spielberg; bị thuyết phục bởi sự dàn dựng của Mendes trong Oliver! và Cabaret, Spielberg khuyến khích anh nên cân nhắc Vẻ đẹp Mỹ.
Mendes biết mình còn phải thuyết phục các nhà sản xuất từ DreamWorks cho vai trò đạo diễn. Anh đã phải thảo luận bộ phim này cùng Jinks và Cohen và cảm thấy họ ủng hộ anh. Ball cũng đồng thời chấp thuận; khi xem Cabaret, anh ấn tượng với "trực giác hình ảnh nhạy bén" của Mendes và nghĩ rằng anh đưa ra những lựa chọn bất ngờ. Ball cảm thấy Mendes muốn nhìn thấy bề dưới của câu chuyện, một tài năng mà anh cảm thấy phù hợp với chủ đề của Vẻ đẹp Mỹ. Thân thế của Mendes cũng khiến anh thêm chắc chắn, bởi vai trò quan trọng của một nhà soạn kịch trong giai đoạn sản xuất sân khấu. Sau hai buổi gặp mặt—lần đầu tiên cùng Cooper, Walter Parkes và Laurie MacDonald, lần thứ hai chỉ với Cooper—Mendes tìm đến hãng phim. Xưởng phim nhanh chóng liên lạc đến Mendes cùng hợp đồng đạo diễn với mức lương tối thiểu theo luật của Hiệp hội Đạo diễn Hoa Kỳ—150.000 đô-la Mỹ. Mendes chấp thuận và sau đó chỉ giữ lại 38.000 đô-la Mỹ sau khi hoàn trả tiền thuế và hoa hồng của công ty quản lý. Tháng 6 năm 1998, hãng DreamWorks xác nhận ký kết cùng Mendes để đạo diễn bộ phim này.

### Biên kịch
Ball phần nào lấy ý tưởng bởi hai sự kiện diễn ra vào đầu thập niên 90. Vào thời điểm 1991–92, Ball nhìn thấy một chiếc túi nhựa bay trong gió bên ngoài Trung tâm Thương mại Thế giới. Anh ngắm chiếc túi trong mười phút, cho rằng nó gợi nên một "phản ứng xúc cảm không ngờ đến". Vào năm 1992, Ball theo dõi phản hồi của dư luận xung quanh phiên tòa của Amy Fisher. Sau khi tìm thấy một quyển truyện tranh đề cập đến vụ bê bối trên, anh chú ý đến cách mà vụ việc nhanh chóng trở nên phổ biến. Anh phát biểu mình "cảm thấy như có một câu chuyện thực nằm bên dưới, hấp dẫn và bi thương hơn" những gì phơi bày trước công chúng và mong muốn đưa ý tưởng này vào một vở kịch. Ball viết khoảng 40 trang, nhưng hoãn lại khi nhận ra có thể phát triển tốt hơn dưới dạng một bộ phim. Vì cảm thấy các yếu tố hình ảnh cùng các câu chuyện của mỗi nhân vật đều "mang tính cá nhân một cách mãnh liệt", anh không thể hoàn thành chúng trên sân khấu. Tất cả các nhân vật chính đều xuất hiện trong phiên bản này, chỉ có Carolyn xuất hiện không thường xuyên; Jim và Jim xuất hiện nhiều hơn.
Câu chuyện của Lester dựa trên các khía cạnh cuộc sống của chính Ball. Việc Lester tự vấn cuộc sống của mình tương đồng với những cảm nhận mà Ball trải qua vào giữa những năm 30 tuổi; cũng giống như Lester, Ball gác lại đam mê trong công việc mà mình không có cảm tình với những người mà anh không nể trọng. Những cảnh trong căn hộ của Ricky phản ánh trải nghiệm tuổi thơ của Ball. Ball tình nghi cha mình là người đồng tính luyến ái và sử dụng ý tưởng này để tạo dựng nhân vật Đại tá Fitts, người đàn ông "tự tước bỏ đi cơ hội trở thành chính mình". Ball không có chủ ý pha trộn giữa hài kịch và chính kịch trong kịch bản, nhưng cả hai đều bất giác bộc lộ từ quan điểm của anh về cuộc sống. Anh cho rằng tính kề nhau của hai yếu tố trên đã tạo nên sức tương phản mãnh liệt, đưa mỗi bản chất sức ảnh hưởng mà khi đứng riêng lẻ chúng không thể nào có được.
Trong kịch bản gửi đến cho các diễn viên và đạo diễn, hai nhân vật Lester và Angela có quan hệ thân xác; vào thời điểm ghi hình, Ball đã viết lại cảnh này trong phiên bản cuối cùng. Ball ban đầu khước từ lời khuyên chỉnh đổi kịch bản của mọi người, khi anh cảm thấy tính khắt khe của họ; sự thúc đẩy cuối cùng khiến anh sửa lại phân cảnh này đến từ chủ tịch đương thời của hãng DreamWorks Walter Parkes. Ông thuyết phục Ball bằng việc thổ lộ trong thần thoại Hy Lạp, người hùng "có khoảnh khắc hiện ra trước khi [...] bi kịch ập đến". Ball sau đó cho rằng sự căm hận trong bản nháp đầu tiên đã làm mờ mắt anh trước ý tưởng Lester cần phải từ chối quan hệ cùng Angela để hoàn thành hành trình xúc cảm của bản thân—để tự chuộc lỗi cho chính mình. Jinks và Cohen nhờ Ball không nên thay đổi cảnh phim này ngay lập tức, họ cảm thấy việc chỉnh sửa kịch bản ngay khi đạo diễn được thuê là không thích hợp. Các bản nháp ban đầu bao gồm cảnh hồi tưởng lúc Đại tá Fitts còn hoạt động trong Hải quân, với sự khẳng định rõ rệt về thiên hướng tình dục đồng giới của ông ta. Phải lòng với một bạn lính khác, Đại tá Fitts tận mắt nhìn thấy anh ta qua đời và dần tin rằng mình đang bị trừng phạt bởi "tội lỗi" khi là người đồng tính. Ball loại cảnh phim này vì cảm thấy không phù hợp với cấu trúc của bộ phim—Đại tá Fitts là nhân vật duy nhất có cảnh hồi tưởng—và vì loại bỏ những yếu tố bất ngờ từ Fitts, Lester lại hưởng những đặc điểm này. Ball phát biểu phải viết chúng cho lợi ích của bản thân để biết chuyện gì đã xảy đến với Đại tá Fitts, cho dù tất cả những gì còn lại trong bản nháp sau này chỉ là phụ đề.
Ball vẫn còn tham gia trong xuyên suốt giai đoạn sản xuất; anh đã ký một hợp đồng phát triển chương trình truyền hình trước đó, vậy nên anh phải xin phép các nhà sản xuất vắng mặt một năm để thực hiện Vẻ đẹp Mỹ. Ball chuẩn bị viết lại và diễn giải kịch bản của mình trong suốt thời gian đó nhưng chỉ có 2 ngày ghi hình. Những cảnh đối lập gốc của anh—khi Ricky và Jane lên kế hoạch giết hại Lester sau khi bị Đại tá Fitts kìm kẹp—được biên tập trong giai đoạn hậu kỳ; tác giả sau đó cảm thấy cảnh phim này không cần thiết, cho rằng chúng phản chiếu cho "sự oán giận và nhạo báng" vào thời điểm sáng tác. Ball và Mendes duyệt lại kịch bản này hai lần trước khi gửi đến các diễn viên và thêm hai lần nữa trước khi diễn ra buổi duyệt kịch bản đầu tiên.
Kịch bản ghi hình có cảnh trong xe của Angela, nơi Ricky và Jane bàn luận về cái chết và vẻ đẹp; cảnh này có sự khác biệt so với những phiên bản trước, với "khung cảnh lớn trên đường cao tốc" nơi cả ba chứng kiến một vụ tai nạn xe hơi và nhìn thấy một xác chết. Sự thay đổi này là một quyết định thực tiễn, khi phần sản xuất diễn ra chậm hơn kế hoạch và cần phải cắt giảm chi phí. Kế hoạch dự kiến ghi hình cảnh tai nạn trong hai ngày, nhưng chỉ có thể thực hiện trong vòng nửa ngày. Ball chấp nhận, nhưng chỉ nếu cảnh này giữ lại câu nói phản ánh Ricky từng nhìn thấy một người phụ nữ vô gia cư qua đời: "Khi cậu nhìn thấy một điều như thế, giống như Chúa đang nhìn chính cậu, chỉ trong một giây khắc thôi. Và nếu cẩn thận, cậu cũng có thể nhìn ngược lại Chúa". Jane hỏi: "Và cậu thấy gì?" Ricky: "Vẻ đẹp." Ball cho rằng, "Họ từng muốn cắt bỏ cảnh phim trên. Họ cho rằng nó không quan trọng. Tôi nói, 'Các người mất trí cả rồi. Đây là một trong những cảnh quan trọng trong cả bộ phim!' [...] Nếu có bất kỳ một câu nào thể hiện trái tim và linh hồn của bộ phim thì đây chính là câu nói đó." Một cảnh khác được viết lại để bù lại phân cảnh đường cao tốc; lấy bối cảnh ở sân trường, đây là "bước ngoặt" cho Jane khi cô chọn đi bộ về cùng Ricky thay vì đi cùng Angela. Đến cuối giai đoạn ghi hình, kịch bản đã trải qua 10 lần nháp.

### Tuyển vai

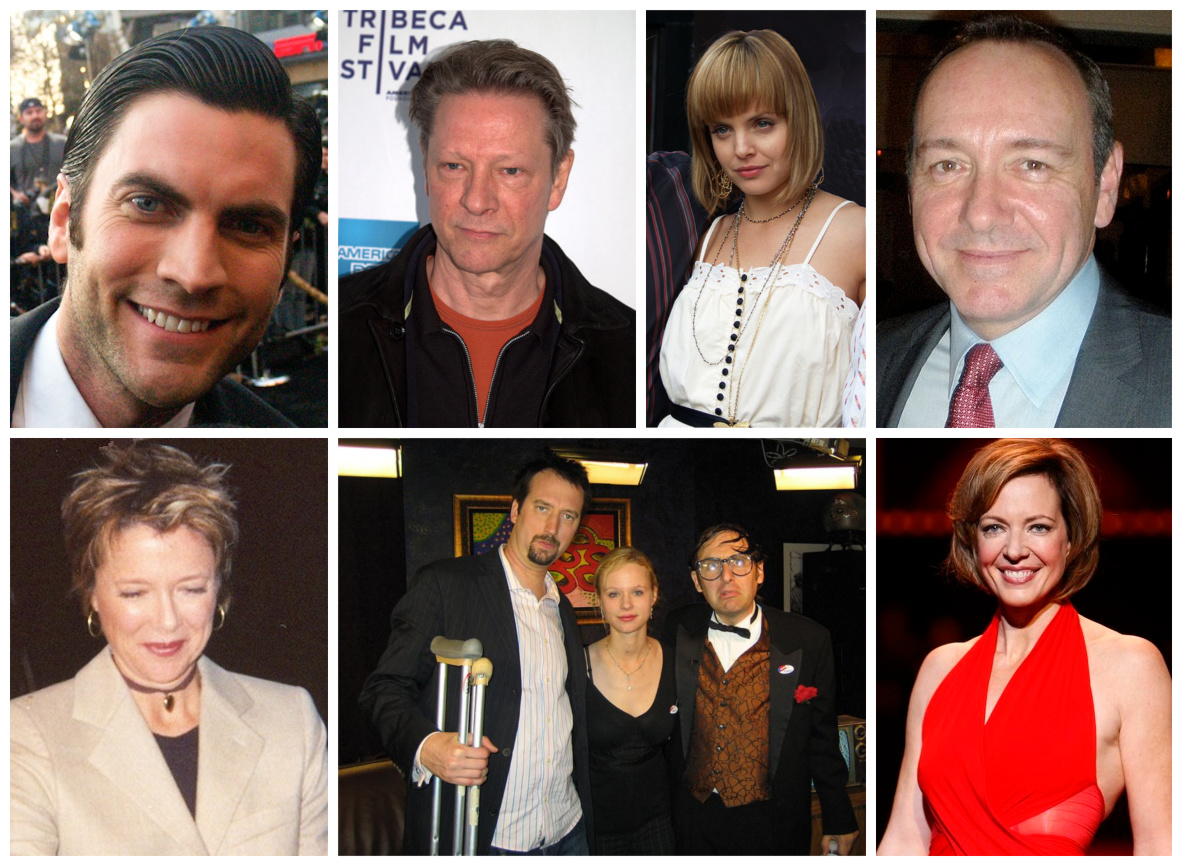
Dàn diễn viên chính. Hàng trên, từ trái sang: Kevin Spacey, Annette Bening, Thora Birch, Mena Suvari
Hàng dưới: Chris Cooper, Wes Bentley, Allison Janney

Mendes có ý định giao vai chính cho Spacey và Bening ngay từ đầu, nhưng hãng DreamWorks lại tỏ ra hững hờ với dự định trên. Xưởng phim đưa ra nhiều đề nghị khác nhau, bao gồm Bruce Willis, Kevin Costner hay John Travolta cho vai Lester, trong khi Helen Hunt hoặc Holly Hunter lại được nhắm cho vai Carolyn. Mendes không muốn một ngôi sao lớn "đè nặng bộ phim"; anh cảm thấy Spacey là lựa chọn đúng đắn dựa theo diễn xuất của anh trong The Usual Suspects, Seven (1995) hay Glengarry Glen Ross (1992). Spacey ngạc nhiên; cho rằng, "Tôi thường hóa thân thành các nhân vật nhanh nhạy, lôi cuốn và thông minh. [...] Tôi thường băng qua bóng tối, giống như làn nước xảo trá. Đây là người đàn ông sống từ tốn bằng chính bản năng của mình. Đây thật sự [là nhân vật] thân thuộc với tôi, tới bản chất của tôi hơn những vai khác." Mendes đề nghị Bening cho vai Carolyn mà không có sự thỏa thuận cùng xưởng phim; cho dù họ giận dữ trước hành động này của Mendes, thì đến tháng 9 năm 1998, hãng DreamWorks vẫn tuyên bố bàn bạc cùng Spacey và Bening.
Thái độ "vụng về" của nhân vật Lester được Spacey phần nào dựa trên hình tượng của diễn viên Walter Matthau. Trong bộ phim, thể chất của Lester cải thiện từ mũm mĩm sang săn chắc; Spacey tập thể dục trong thời gian ghi hình để cải thiện cơ thể mình, nhưng vì Mendes không quay theo trình tự thời gian, Spacey phải nhiều lần thay đổi dáng điệu để nhập vai theo từng giai đoạn. Trước khi ghi hình, Mendes và Spacey phân tích diễn xuất của Jack Lemmon trong The Apartment (1960), vì Mendes muốn Spacey mô phỏng "cách mà [Lemmon] di chuyển, vẻ ngoài của anh ta, cách mà anh ta ở văn phòng, từ một người đàn ông bình dị trở thành một người đặc biệt". Việc thuyết minh của Spacey là sự tri ân đến Sunset Boulevard (1950)—một bộ phim cũng tường thuật về quá khứ bởi một nhân vật đã mất. Mendes cảm thấy điều này giúp khơi gợi nỗi cô đơn của Lester lẫn bộ phim. Bening gợi nhớ đến người phụ nữ từ lúc còn trẻ để tham gia vai diễn: "Tôi từng phải thường xuyên trông trẻ. Bạn phải đến nhà thờ và thấy cách mọi người thể hiện bản thân mình bằng vẻ ngoài rồi sau đó vào nhà của họ và nhìn nhận sự khác biệt." Bening và nhà tạo mẫu tóc cùng nhau hợp tác để tạo nên kiểu tóc "chủ tịch hội phụ huynh", trong khi Mendes và nhà thiết kế sản xuất Naomi Shohan nghiên cứu các thư đặt hàng catalog để thể hiện rõ hơn khí chất "trang viên ngoại ô trong sạch" của Carolyn. Để giúp Bening nắm bắt được tư duy của Carolyn, Mendes đưa cho cô loại âm nhạc mà anh tin rằng Carolyn sẽ thích. Khi anh gửi cho Bening bài hát "Don't Rain on My Parade" phiên bản của Bobby Darin, cô ấy yêu thích bản nhạc đến nỗi thuyết phục đạo diễn phát nó trong cảnh Carolyn hát theo trong xe.
Với vai Jane, Ricky và Angela, DreamWorks giao cho Mendes toàn quyền quyết định. Tính đến tháng 11 năm 1998, Thora Birch, Wes Bentley và Mena Suvari được tuyển vai—ở trường hợp của Birch, cô chưa đủ tuổi để thực hiện cảnh khỏa thân. Bentley vượt qua đợt tuyển chọn từ các diễn viên nam dưới 25 tuổi hàng đầu để nhận vai. Bộ phim tài liệu My Big Break (2009) theo chân Bentley và nhiều diễn viên nam khác, trước và sau khi anh nhận vai diễn. Để chuẩn bị, Mendes cung cấp cho Bentley một chiếc máy quay, bảo diễn viên có thể quay những gì mà nhân vật Ricky muốn. Peter Gallagher và Alison Janney nhận vai (trong vai Buddy Kane và Barbara Fitts) sau khi bắt đầu ghi hình vào tháng 12 năm 1998. Mendes trao cho Janney một tập tranh của Edvard Munch. Anh bảo, "Nhân vật của cô chỉ nằm quanh quẩn đâu đó trong này." Mendes cắt bỏ hầu hết các đoạn hội thoại của Barbara, bao gồm những cuộc trò chuyện giữa cô và Đại tá Fitts, khi cảm thấy thông điệp giữa cả hai—tính nhân văn và dễ tổn thương của họ—được truyền tải thành công thông qua những khoảnh khắc bình lặng cùng nhau. Chris Cooper trong vai Đại tá Fitts, Scott Bakula vai Jim Olmeyer và Sam Robards vào vai Jim Berkley. Hai nhân vật Jim và Jim được cân nhắc mô tả như cặp đôi hạnh phúc và nhàm chán nhất của phim. Ball lấy cảm hứng cho cả hai từ một ý nghĩ nảy ra sau khi nhìn thấy một "cặp đôi dị tính buồn chán, tẻ nhạt" mặc trang phục đôi cùng nhau: "Tôi không thể chờ đến lúc một cặp đôi đồng tính có thể giản dị đến vậy." Ball cũng đưa vào một số khía cạnh từ một cặp đôi đồng tính trùng tên mà anh quen biết.
Mendes vẫn cố gắng dượt diễn viên trong vòng hai tuần, cho dù các buổi họp mặt không diễn ra chính thức như anh từng tổ chức tại rạp hát và các diễn viên không thể có mặt cùng một lúc. Một vài ứng khẩu và đề nghị của các diễn viên được đưa vào kịch bản phim. Cảnh phim cho thấy nhà Burnham rời nhà đi làm được thêm vào để biểu thị sự rạn nứt trong quan hệ giữa Carolyn và Lester. Spacey và Bening cùng tạo nên nhận thức tình cảm mà Lester và Carolyn từng có cùng nhau; ví dụ, cảnh mà Lester suýt cám dỗ Carolyn sau khi cả hai gây gổ về việc Lester mua xe, ban đầu là một "cuộc tranh cãi nghiêm ngặt".

### Ghi hình
Giai đoạn ghi hình chính diễn ra trong khoảng 50 ngày từ 14 tháng 12 năm 1998, đến tháng 2 năm 1999. Vẻ đẹp Mỹ ghi hình trong môi trường cách âm tại phim trường Warner Bros. ở Burbank, California; tại Hancock Park và Brentwood thuộc Los Angeles. Các cảnh quay trên không ở đầu và kết phim ghi lại từ Sacramento, California và nhiều cảnh trường lớp quay tại South High School thuộc Torrance, California; các học sinh trường South High cũng xuất hiện trong nhiều cảnh quay đám đông tập thể hình. Bộ phim lấy bối cảnh ở vùng tầng lớp trung lưu trong một khu phố khuất danh tại Hoa Kỳ. Nhà thiết kế sản xuất Naomi Shohan so sánh nơi này với Evanston, Illinois, nhưng cho rằng, "địa điểm ở đâu không quan trọng, cái chính là ở nguyên mẫu. [...] Môi trường này gần như ở khắp mọi nơi tại vùng ngoại ô di động đi lên tại Hoa Kỳ." Mục đích là để thiết lập phản chiếu các nhân vật nguyên mẫu. Shohan nói, "Tất cả họ đều rất gượng ép và đời sống của họ cũng là giả tạo." Căn hộ nhà Burnham—với kiến trúc lý tưởng xưa nhưng khiếm nhã và thiếu "cân bằng nội bộ", dẫn đến khao khát muốn biến nó trở thành một "căn hộ Mỹ hoàn hảo" của Carolyn—được thiết kế đối nghịch với nhà Đại tá Fitts, "cường điệu bóng tối [và] nét đối xứng".

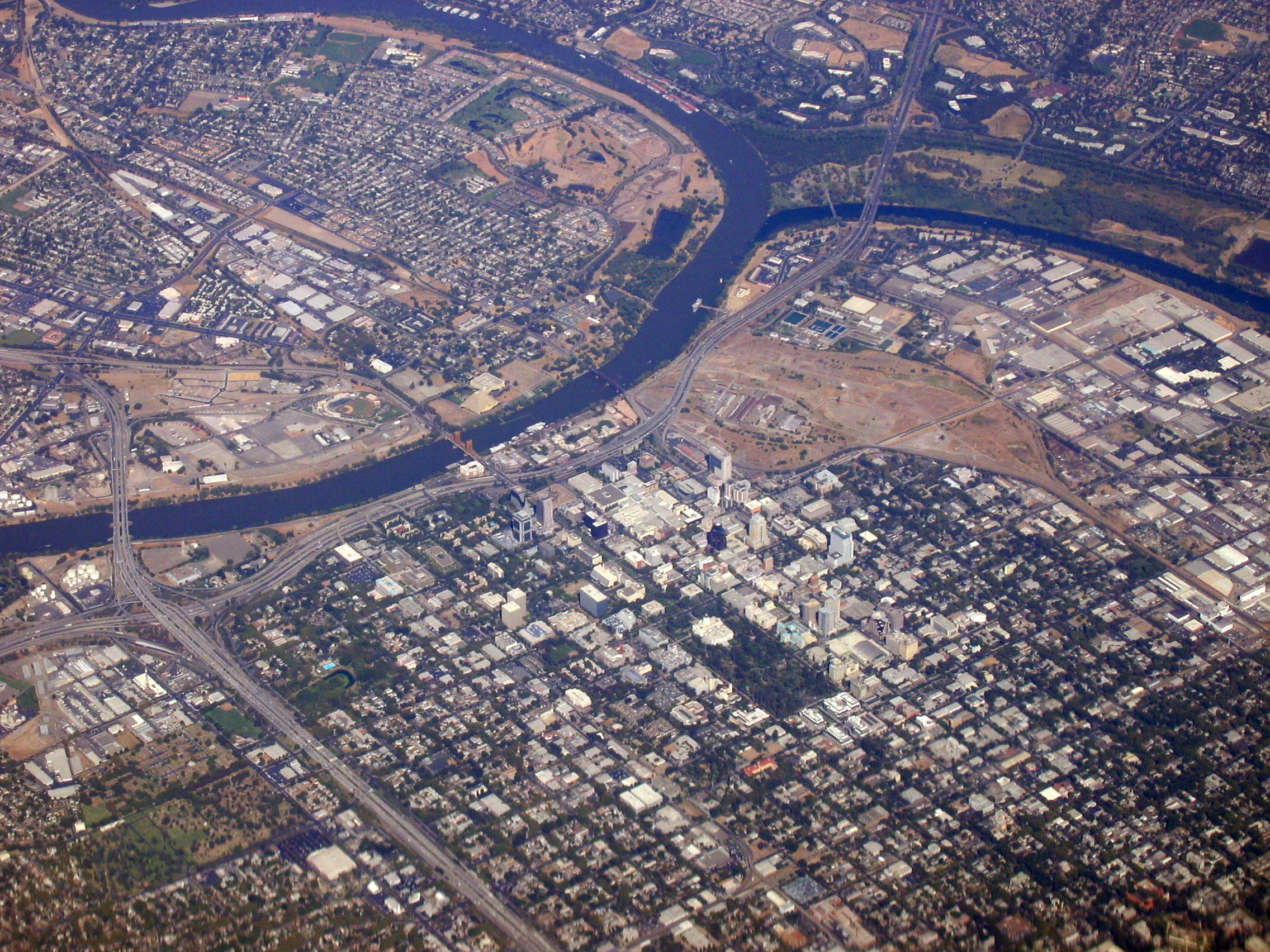
Các cảnh quay trên không tại khu phố nhà Burnham ở đầu và kết phim được thực hiện tại Sacramento, California.

Nhà sản xuất chọn ra hai ngôi nhà kề nhau trên "Đường Blondie" thuộc phim trường của hãng Warner để làm nhà cho gia đình Burnhams và Đại tá Fitts. Đoàn làm phim phục dựng lại các ngôi nhà và sáp nhập các căn phòng khác nhau để tạo nên một tầm nhìn thẳng—giữa cửa sổ phòng ngủ của Ricky và Jane; giữa phòng ngủ của Ricky và nhà để xe của Lester. Các cửa sổ nhà để xe thiết kế riêng biệt để có cảnh quay chính yếu cho đến cuối phim, nơi Đại tá Fitts—nhìn từ phòng ngủ của Ricky—kết luận nhầm rằng Lester đang quan hệ cùng Ricky. Mendes muốn củng cố tầm nhìn từ đầu phim để khiến khán giả cảm nhận được tính thân thuộc của cảnh quay. Cảnh bên trong nhà ghi hình từ phim trường, tại địa điểm thật và tại môi trường cách âm khi cần quay các cảnh trên cao. Bên trong nhà của gia đình Burnhams được quay tại một ngôi gia gần Interstate 405 và Sunset Boulevard tại Los Angeles; bên trong nhà của gia đình Đại tá Fitts ghi lại từ khu phố Hancock Park tại cùng một thành phố. Phòng ngủ của Ricky được thiết kế như một phòng giam để gợi nên tính cách "tu tâm", trong khi dung hòa các dụng cụ công nghệ cao để phản ánh khía cạnh mãn nhãn của nhân vật. Nhà sản xuất cân nhắc giảm thiểu dùng màu đỏ ít nhất có thể, khi chúng là điểm nhấn chủ đề ở những nơi khác. Ngôi nhà của gia đình Burnhams sử dụng màu xanh nhạt, trong khi gia đình Đại tá Fitts mang "gam màu quân đội ảm đạm".
Phong cách ghi hình chủ yếu của Mendes là thận trọng và điềm tĩnh, với thiết kế tối thiểu mang lại "một cảm giác lơ thơ, gần như siêu thực—một cái nhìn rạng rỡ, quả quyết, mãnh liệt, gần giống như Magritte về vùng ngoại ô Hoa Kỳ"; Mendes liên tục chỉ đạo thiết kế để làm cho hình ảnh trở nên khoáng đãng hơn. Mendes giúp cho những cảnh ảo mộng của Lester trở nên "uyển chuyển và duyên dáng hơn" và sử dụng máy quay chậm một cách tối thiểu, khi cho rằng những cảnh quay tĩnh tạo nên nhiều kịch tính hơn. Ví dụ, khi Mendes chầm chậm tiến đến bàn ăn tối của nhà Burnhams, anh làm chủ được góc máy bởi độ quan trọng giữa khoảng cách của các nhân vật, một kinh nghiệm của anh từ lúc còn là một đạo diễn sân khấu. Vì muốn giữ độ căng thẳng trong cảnh quay này, anh đã cắt đi cảnh Jane rời khỏi bàn. Mendes sử dụng máy quay cầm tay khi Đại tá Fitts đánh Ricky, cho rằng chúng mang đến "động lực [...] năng lượng thiếu kiên định". Anh cũng sử dụng loại máy này trong những trích dẫn ghi hình của Ricky. Mendes phải mất nhiều thời gian để các đoạn ghi hình của Ricky đạt đến chất lượng mà anh mong muốn. Trong đoạn phim túi nhựa, Mendes sử dụng máy tạo gió để chiếc túi dịch chuyển trong không khí. Cảnh quay này mất 4 lần ghi hình; trong đó có hai lần thực hiện bởi nhóm quay phụ nhưng không làm Mendes thỏa mãn, nên anh tự mình ghi hình cảnh này. Anh cảm thấy nỗ lực đầu tiên của mình thiếu duyên dáng, nhưng trong lần nỗ lực cuối, anh đã thay đổi địa điểm trước một bức tường gạch và thêm một vài chiếc lá trên nền đất. Mendes cảm thấy hài lòng bởi cách mà bức tường đề bật đường nét của chiếc túi.
Mendes tránh sử dụng những cảnh quay cận mặt, khi anh tin kỹ xảo này bị lạm dụng quá nhiều; anh cũng chỉ ra lời khuyên từ Spielberg rằng anh nên tưởng tượng khán giả đang rọi bóng ở cuối máy ghi hình, để ghi nhớ mình đang ghi hình để trình chiếu trên màn ảnh 40 foot (10 mét). Spielberg—người vài lần đến phim trường—cũng khuyên Mendes đừng nên lo lắng về phí tổn nếu anh nảy ra một "ý định tuyệt vời" vào cuối một ngày làm việc vất vả. Mendes nói, "Điều đó xảy ra ba hay bốn lần và tất cả đều xuất hiện trong phim." Cho dù được Spielberg ủng hộ, DreamWorks và Mendes phải liên tục đấu tranh trong khuôn khổ thời gian và kinh phí có hạn—cho dù xưởng phim có gây chút trở ngại với nội dung của phim. Spacey, Bening và Hall làm việc thấp hơn năng suất thông thường của họ một cách đáng kể. Hãng DreamWorks chi trả 15 triệu đô-la Mỹ để sản xuất Vẻ đẹp Mỹ, nhỉnh hơn tổng số kinh phí mà họ dự kiến. Mendes tỏ ra bất mãn với ba ngày ghi hình đầu tiên đến nỗi xin phép DreamWorks ghi hình lại. Anh nói, "Tôi bắt đầu sai cảnh, đó thực ra là một cảnh phim hài thì đúng hơn. Và các diễn viên cũng thể hiện quá cường điệu: [...] đó là một cảnh tồi, là lỗi của tôi, biên soạn tồi, lỗi của tôi, trang phục tồi, cũng là lỗi của tôi [...]; và mọi người đều thực hiện những gì tôi yêu cầu. Tất cả đều là lỗi của tôi." Biết anh là người chưa có kinh nghiệm, Mendes chia sẻ về trải nghiệm cùng Hall: "Trước đó tôi đã đưa ra một quyết định tỉnh táo, nếu tôi thực sự không hiểu thứ gì đó, tôi sẵn lòng hỏi mà không ngượng ngùng, 'Tôi chẳng hiểu anh đang nói gì cả, làm ơn giải thích nó giúp tôi.'"
Mendes khuyến khích một vài sự ứng biến; ví dụ, khi nhân vật Lester thủ dâm trên giường cạnh Carolyn, đạo diễn nhờ Spacey ứng khẩu một vài phép uyển ngữ trong mỗi lần quay. Mendes nói, "Tôi muốn điều này không chỉ vì chúng vui nhộn [...] mà còn vì tôi không muốn mọi thứ trông như diễn tập trước. Tôi muốn chúng trông như anh ấy vừa vụt miệng mà không cần suy nghĩ. [Spacey] quá dè dặt—tôi muốn sự đột phá từ anh ấy." Spacey làm theo và sau cùng nảy ra đến 35 câu nói, nhưng vì Bening không thể lúc nào cũng giữ bình tĩnh, cảnh phim phải quay đến 10 lần. Giai đoạn sản xuất đôi lúc sử dụng công nghệ mô phỏng hình ảnh bằng máy tính. Phần lớn cánh hoa hồng trong ảo mộng của Lester được thêm vào trong phần sản xuất hậu kỳ, dù trong đó có một vài cánh hoa thật và các dây cáp hỗ trợ đã được xóa bỏ bằng máy tính. Khi Lester mơ tưởng về Angela trong bồn tắm đầy cánh hoa, hơi nước bốc lên là thật, giữ lại cho cảnh quay trên không. Để ghi hình, một chiếc lỗ được đục trên trần nhà để phần hơi nước bốc lên; chúng sau đó được thêm vào bằng máy tính.

### Biên tập
Christopher Greenbury và Tariq Anwar biên tập nên Vẻ đẹp Mỹ; Greenbury bắt đầu trong vai trò biên tập, nhưng phải rời đi giữa giai đoạn sản xuất hậu kỳ vì lịch trình mâu thuẫn với Me, Myself and Irene (2000) (phim cũng có Chris Cooper tham gia). Mendes và một trợ lý đã biên tập phim trong vòng 10 ngày thông qua các buổi hẹn. Trong quá trình hiệu chỉnh, Mendes nhận ra phim không còn giống như những gì mà anh mường tượng. Anh tin rằng mình đã thực hiện một bộ phim "nhiều bất thường, [...] nhiều màu sắc" hơn những gì xuất hiện trong kế hoạch chỉnh sửa. Thay vào đó, Mendes lại nhấn mạnh cảm xúc và góc tối của phim; anh bắt đầu sử dụng phần nhạc nền và các cảnh quay mà anh định loại bỏ để phác thảo bộ phim. Tổng cộng, anh đã cắt bỏ 30 phút từ phần hiệu chỉnh gốc. Cảnh đầu bao gồm giấc mơ mà Lester tưởng tượng mình đang bay trên khu phố. Mendes mất đến 2 ngày để ghi hình Spacey trước phông nền xanh, nhưng lại hủy bỏ khi anh tin rằng chúng quá kỳ dị—"hệt như một bộ phim của anh em nhà Coen vậy"—và không phù hợp với giọng điệu mà anh cố gắng truyền tải. Cảnh mở đầu trong phiên bản sau cùng sử dụng lại một đoạn từ lưng chừng phim, nơi Jane bảo Ricky giết cha mình. Cảnh này ban đầu được xem là lời tiết lộ cho khán giả rằng cả hai không liên quan đến cái chết của Lester, khi nhạc nền và diễn xuất cho thấy yêu cầu của Jane là không nghiêm túc. Dù vậy, đoạn phim mà anh sử dụng trong mở đầu phim—và khi đoạn phim hoàn chỉnh được chiếu sau đó—Mendes sử dụng phần nhạc nền và cảnh ghi lại phản ứng của Ricky để đưa ra một khả năng mỏng manh về tội lỗi của anh ta. Cảnh quay tiếp đến—khung cảnh trên không của khu phố—ban đầu dự định là một cảnh đệm cho các hiệu ứng phông nền xanh trong phân đoạn giấc mơ.
Mendes bỏ ra thời gian tái biên tập 10 phút đầu tiên nhiều hơn phần còn lại của phim. Anh từng thử nghiệm nhiều phiên bản khác nhau của đoạn mở đầu; bản nháp đầu tiên bao gồm những cảnh đối chiếu khi Jane và Ricky được xem là những kẻ ra tay sát hại Lester, nhưng Mendes cắt bỏ đi đoạn này vào tuần hiệu chỉnh cuối cùng vì cảm thấy có thể làm mất đi tính bí ẩn của bộ phim và không phù hợp với chủ đề về sự chuộc lỗi được hình thành trong quá trình sản xuất. Mendes tin rằng việc giam cầm giúp chuyển hướng tập trung khỏi các nhân vật và biến bộ phim "trở thành một tập NYPD Blue". Thay vào đó, anh muốn cái kết trở thành "một sự hòa trộn đậm chất thơ giữa mơ tưởng và ký ức và tường thuật kiên quyết". Khi Ball lần đầu xem xét bản hiệu chỉnh hoàn thành, gồm nhiều phiên bản khác được cắt xén. Anh cảm thấy chúng quá ngắn đến nỗi "không thật sự cân xứng". Anh và Mendes tranh cãi cùng nhau, nhưng Ball lại nhún nhường hơn sau khi Mendes cắt hẳn những cảnh trên; Ball cảm thấy bộ phim trở nên lạc quan hơn và liên quan đến điều gì đó gợi lên "một trái tim nồng nàn trong mỗi góc tối".

### Kỹ thuật quay hình
Conrad Hall không phải là lựa chọn đầu tiên cho vai trò ghi hình; Mendes tin rằng anh "quá tuổi và quá kinh nghiệm" để đảm nhận vai trò này và được người khác bảo rằng Hall không phải là người dễ làm việc cùng. Thay vào đó, Mendes nhờ Fred Elmes, nhưng từ chối công việc vì không có hứng thú với kịch bản. Tom Cruise giới thiệu Hall đến Mendes, bởi những gì Hall thể hiện trong Without Limits (1998), nơi Cruise tham gia đồng sản xuất. Trong thời gian hậu kỳ của Vẻ đẹp Mỹ, Mendes cũng cộng tác với vợ lúc bấy giờ của Cruise, Nicole Kidman, người tham gia vở kịch The Blue Room mà anh làm đạo diễn, đồng thời phác thảo toàn bộ bộ phim. Hall còn đóng góp khoảng một tháng trong quá trình hậu kỳ; các ý tưởng nhằm giảm lược bộ phim của anh bắt đầu từ lần đọc kịch bản đầu tiên và sau đó giúp anh gặp Mendes. Hall ban đầu lo lắng khán giả có thể không thích các nhân vật; anh chỉ cảm thấy có thể nhận diện họ trong giai đoạn tập dượt cùng đoàn phim, giúp anh có nhiều ý tưởng mới mẻ trong quá trình tiếp cận bằng hình ảnh.
Hall cố gắng tiếp cận bằng việc tái tạo những bản chất hài hòa gợi nên trường phái cổ điển, nhằm tương phản với những sự kiện huyên náo diễn ra trên màn ảnh và khiến khán giả tiếp thu các hành động. Hall và Mendes từng bàn cãi về dụng ý tâm trạng trong cảnh phim, nhưng anh lại được phép giản lược cảnh quay theo bất cứ cách nào cần thiết nhất. Trong hầu hết trường hợp, Hall đưa chủ đề cảnh phim bằng việc "sơn đầy" màu trắng và đen, trước khi rọi ánh sáng vào, nơi anh phản chiếu từ bảng điều khiển rắn hoặc thẻ trắng trên trần nhà. Cách tiếp cận này giúp Hall kiểm soát bóng nhiều hơn trong khi giữ lại phần ánh sáng kín đáo và phần tối còn lại. Hall quay hình Vẻ đẹp Mỹ theo tỉ lệ 2.39:1 trong định dạng Super 35, sử dụng máy Kodak Vision 500T 5279 35 mm. Anh sử dụng Super 35 một phần vì tầm nhìn lớn hơn, giúp anh ghi lại những yếu tố như góc bồn tắm đầy cánh hoa hồng trong cảnh quay trên không, tạo nên khung hình chung quanh Angela. Anh ghi lại toàn bộ phim theo cùng một T-stop (T1.9); giúp việc ghi hình đạt đến độ rộng cần thiết, Hall ưa chuộng lượng lưu trữ tốc độ nhanh để phần hiệu ứng ánh sáng trở nên nhẹ nhàng hơn. Anh sử dụng các máy quay Panavision Platinum cùng một loạt ống kính zoom và ống kính tĩnh Primo của hãng. Hall sử dụng Kodak Vision 200T 5274 và EXR 5248 cho những cảnh hiệu ứng ánh sáng ban ngày. Anh gặp khó khăn trong việc điều chỉnh chiếc máy rửa phim Vision mới phát hành của hãng Kodak vào thời điểm trên, cộng thêm phong cách ánh sáng đậm, tạo nên một diện mạo quá tương phản. Hall liên hệ đến Kodak và nhận một đợt hàng phiên bản 5279, với độ tương phản ít hơn 5%. Hall sử dụng lọc ảnh 1/8 Tiffen Black ProMist cho gần như mọi cảnh, khiến anh hồi tưởng lại không phải là sự lựa chọn tốt nhất, vì các bước quang học đòi hỏi phải hủy bỏ phiên bản Super 35 cho lần phát hành theo định dạng Anamorphic, dẫn đến ít nhiều suy giảm; vì thế, không cần đến sự khuếch tán từ tấm lọc ảnh. Khi anh xem bộ phim tại rạp chiếu, Hall cảm thấy hình ảnh vẫn còn đôi chút không rõ ràng và vì không sử dụng tấm lọc ảnh, sự khuếch tán hoán đổi từ Super 35–Anamorphic có thể khiến hình ảnh gần hơn so với dự tính.
Cảnh Lester và Ricky cùng hút cần sa đằng sau tòa nhà gây nên hiểu lầm giữa Hall và Mendes. Mendes yêu cầu Hall chuẩn bị cảnh này trong lúc anh vắng mặt; Hall cho rằng các nhân vật có thể muốn tìm sự riêng tư nên đã xếp họ trong một hành lang hẹp giữa chiếc xe tải và tòa nhà, dự định sẽ chiếu sáng từ nóc xe tải. Khi Mendes trở lại, anh diễn giải rằng cả hai không quan tâm nếu có bị bắt gặp hay không. Anh chuyển chiếc xe đi và Hall phải suy tính lại về phần ánh sáng; anh đưa ánh sáng sang bên trái, với một lượng lớn ánh sáng hắt lên các diễn viên, cùng với một ánh sáng nhẹ đằng sau máy quay. Hall cảm thấy cảnh quay rộng tiếp theo "có hiệu quả một cách hoàn hảo cho phong thái của cảnh". Hall muốn giữ khung cảnh mưa trong gần như mọi cảnh ở cuối phim. Lúc Lester chạm trán Angela tại nhà của gia đình Burnhams, Hall tạo nên hiệu ứng mưa bằng ánh sáng cận cảnh; trong một cảnh khác, anh phần nào chiếu sáng cả hai thông qua cửa sổ Pháp, theo đó tạo nên hiệu ứng để làm cho cơn mưa rơi chậm hơn, tăng cường ánh sáng (cho dù sức mạnh của ánh sáng bên ngoài tạo cảm giác không chân thực trong những cảnh đêm, Hall lại cảm thấy chúng thích đáng vì sự tương phản mạnh mẽ mà nó mang lại). Cho những cảnh cận mặt khi Lester và Angela di chuyển đến chiếc trường kỷ, Hall cố gắng giữ cơn mưa trên màn ảnh, thắp sáng xuyên cửa sổ đến trần nhà đằng sau Lester. Anh cũng tạo nên các hiệu ứng mưa khi không có ánh sáng xuất hiện trong toàn bộ căn phòng.

### Âm nhạc
Nhạc nền của Thomas Newman được thu âm tại Santa Monica, California. Anh chủ yếu sử dụng các nhạc cụ bộ gõ để tạo nên trạng thái và nhịp điệu, tất cả đều lấy cảm hứng từ Mendes. Newman muốn đặt "nhịp độ, giai điệu và màu sắc lên trên âm điệu", khiến nhạc nền mang tính tối giản hơn những gì mà anh thực hiện. Anh đưa mỗi gợi ý xung quanh "những cụm từ nhỏ gọn, lặp lại không ngừng"—thông thường, đây là điều duy nhất xuyên qua "cấu trúc loãng của 8 nhịp". Các nhạc cụ gõ bao gồm trống tabla, bongos, chũm chọe, dương cầm, mộc cầm và marimba; cùng với guitar, sáo và các nhạc cụ world music. Newman còn sử dụng nhạc điện tử và trong những bài hát "kỳ lạ" hơn có xuất hiện các âm thanh không chính thống, như tiếng gõ ngón tay vào kim loại cùng bát và sử dụng đàn mandolin mất hòa. Newman tin rằng nhạc nền giúp bộ phim diễn ra mà không quấy nhiễu "sự mơ hồ về đạo đức" của kịch bản: "Đó thật sự là một hành động cân bằng khéo léo về những gì mà âm nhạc có thể thực hiện để bảo toàn [điều đó]."
Các bài hát xuất hiện trong phần nhạc phim do Newman, Bobby Darin, The Who, Free, Eels, The Guess Who, Bill Withers, Betty Carter, Peggy Lee, The Folk Implosion, Gomez và Bob Dylan góp giọng, cũng như hai phiên bản hát lại—"Because" của The Beatles, do Elliott Smith trình bày và "Don't Let It Bring You Down" của Neil Young, do Annie Lennox trình bày. Được sản xuất bởi nhà giám sát âm nhạc Chris Douridas, một album nhạc phim rút gọn phát hành vào ngày 5 tháng 10 năm 1999 và giành đề cử giải Grammy cho "Album nhạc phim xuất sắc nhất". Một album bao gồm 19 bài hát trích từ nhạc nền của Newman phát hành vào ngày 11 tháng 1 năm 2000 đã giành giải Grammy cho "Album nhạc nền xuất sắc nhất". Filmmaker xem đây là tác phẩm xuất sắc nhất từ Newman, cho rằng nó "gợi lên những khát vọng tiên nghiệm của bộ phim". Vào năm 2006, tạp chí chọn phần nhạc nền này như là một trong 20 tác phẩm nói lên "mối quan hệ của tính phức tạp và sáng tạo giữa âm nhạc và nội dung trên màn ảnh".

## Phát hành

### Công bố
DreamWorks hợp tác cùng Amazon.com để sáng lập nên trang mạng chính thức cho Vẻ đẹp Mỹ, đánh dấu lần đầu tiên Amazon lập nên một khu vực đặc biệt cho một bộ phim. Trang mạng bao gồm phần tóm tắt nội dung, một thư viện ảnh, dàn diễn viên và đoàn làm phim, cùng những đoạn phỏng vấn độc quyền với Spacey và Bening. Dòng biểu ngữ—"hãy nhìn kỹ hơn"—ban đầu lấy từ một tấm dán tại phòng nghỉ nơi làm việc của Lester. DreamWorks cùng lúc thực hiện hai chiến dịch quảng bá và đoạn phim giới thiệu—một nhắm đến đối tượng khán giả trưởng thành, còn lại dành cho thanh thiếu niên. Cả hai đoạn giới thiệu đều kết thúc bằng tấm ảnh áp phích của một cô gái đang cầm một đóa hồng. Khi nhận xét các áp phích phim năm 1999, David Hochman từ Entertainment Weekly đánh giá cao Vẻ đẹp Mỹ khi cho rằng hình ảnh gợi được nội dung khẩu hiệu của phim; anh nói, "Bạn cứ tìm lại tấm áp phích này lần nữa và lần nữa, nghĩ rằng, lần này mình sẽ tìm ra điều gì đó." DreamWorks không muốn trình chiếu trước bộ phim; theo Mendes, xưởng phim hài lòng với tác phẩm, nhưng anh vẫn nài nỉ và muốn thẩm vấn khán giả sau đó. Hãng ngay lập tức đồng ý và chiếu phim đến đối tượng khán giả trẻ tại San Jose, California. Mendes khẳng định buổi trình chiếu đã diễn ra tốt đẹp.

### Phát hành tại rạp
Phim phát hành chính thức vào ngày 8 tháng 9 năm 1999 tại Grauman's Egyptian Theatre, Los Angeles. 3 ngày sau, phim xuất hiện tại Liên hoan phim quốc tế Toronto. Với sự xuất hiện của dàn làm phim và diễn viên, phim trình chiếu tại nhiều trường đại học của Hoa Kỳ, bao gồm Viện đại học California tại Berkeley, Đại học New York, Đại học California tại Los Angeles, Đại học Texas tại Austin và Đại học Đông Bắc.

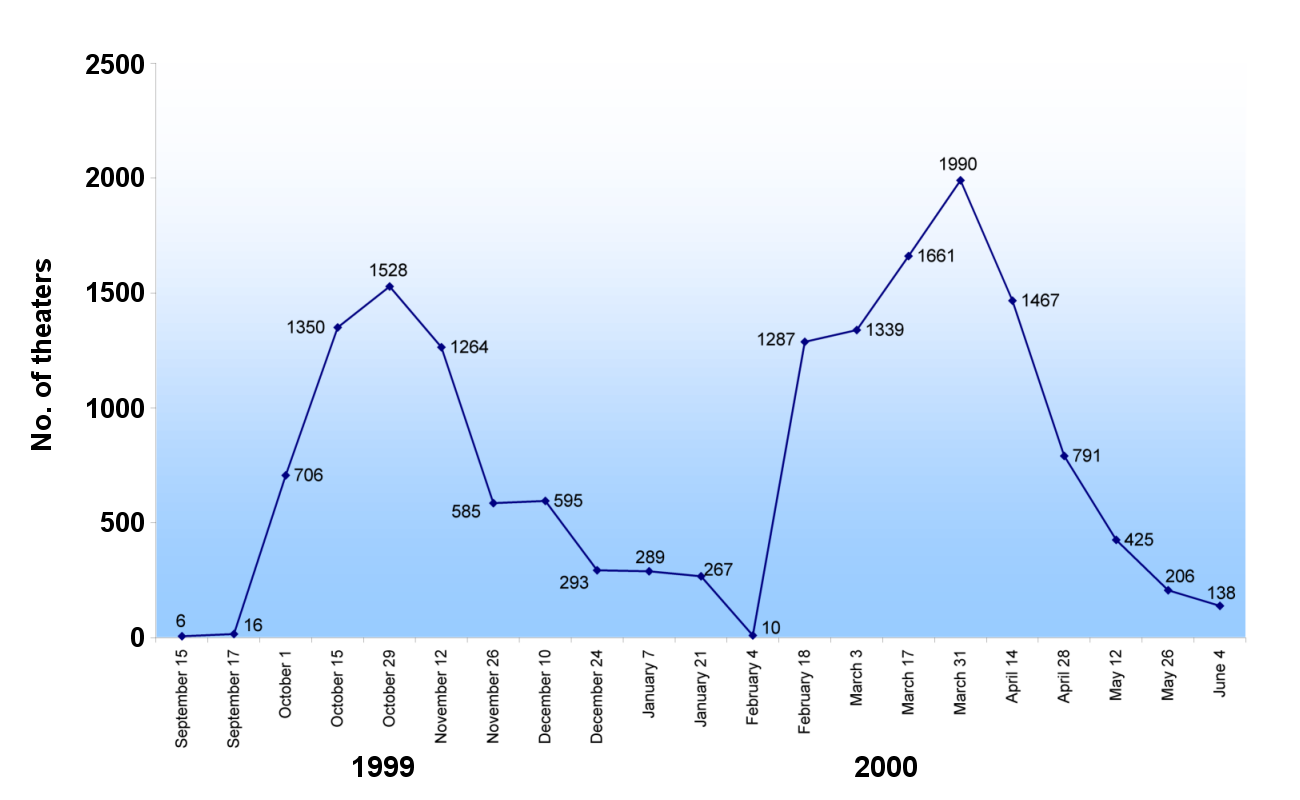
Biểu đồ thể hiện lượng cụm rạp chiếu Vẻ đẹp Mỹ tại Hoa Kỳ trong năm 1999–2000. Sau khi phim giành chiến thắng tại giải Quả cầu vàng vào tháng 1 năm 2000, hãng DreamWorks tái mở rộng thị trường hiện có đến 1.990 rạp chiếu.

Vào ngày 15 tháng 9 năm 1999, Vẻ đẹp Mỹ phát hành giới hạn trước công chúng tại 3 cụm rạp chiếu tại Los Angeles và 3 cụm khác tại New York. Nhiều phòng chiếu được tăng cường trong thời gian chiếu giới hạn, cho đến ngày 1 tháng 10, bộ phim chính thức phát hành rộng rãi khi xuất hiện tại 706 cụm rạp rộng khắp Bắc Mỹ. Phim mang về 8.188.587 đô-la Mỹ trong tuần đầu ra mắt, xếp thứ 3 trên các phòng vé. Kết quả bầu chọn của khán giả thông qua trang thống kê CinemaScore cho Vẻ đẹp Mỹ điểm trung bình "B+". Thống kê cụm rạp đạt đến mốc 1.528 vào cuối tháng, trước khi dần tụt xuống. Sau khi giành chiến thắng tại Giải Quả cầu vàng lần thứ 57, DreamWorks tái mở rộng lại số rạp hiện có, từ mức 7 cụm rạp chiếu chạm đáy mốc vào giữa tháng 2, cho đến con số đỉnh điểm 1.990 vào tháng 3. Phim kết thúc thời gian trình chiếu tại Bắc Mỹ vào ngày 4 tháng 6 năm 2000, với doanh thu 130.1 triệu đô-la Mỹ.
Vẻ đẹp Mỹ công chiếu ở châu Âu tại Liên hoan phim Luân Đôn ngày 18 tháng 11 năm 1999; vào tháng 1 năm 1990, phim bắt đầu chiếu ở nhiều vùng lãnh thổ bên ngoài Bắc Mỹ. Phim mở màn tại Israel với "tiềm năng" về lợi nhuận, và ra mắt giới hạn tại Đức, Ý, Áo, Thụy Sĩ, Hà Lan và Phần Lan vào ngày 21 tháng 1. Sau tuần lễ phát hành ngày 28 tháng 1 ở Úc, Anh Quốc, Tây Ban Nha và Na Uy, Vẻ đẹp Mỹ thu về 7 triệu đô-la Mỹ tại 12 quốc gia trong tổng số 12.1 triệu đô-la Mỹ doanh thu ngoài Bắc Mỹ Ngày 4 tháng 2, Vẻ đẹp Mỹ ra mắt tại Pháp và Bỉ. Được mở rộng đến 303 cụm rạp chiếu tại Anh Quốc, phim đứng ở vị trí đầu bảng tại các phòng vé với 1.7 triệu đô-la Mỹ. Trong cuối tuần ngày 18 tháng 2—sau khi Vẻ đẹp Mỹ nhận 8 đề cử tại giải Oscar lần thứ 72—phim vượt doanh thu 11.7 triệu đô-la Mỹ từ 21 vùng lãnh thổ, với tổng cộng 65.4 triệu đô-la Mỹ ngoài Bắc Mỹ. Phim còn mở đầu "rực rỡ" tại Hungary, Đan Mạch, Cộng hòa Séc, Slovakia và New Zealand.
Tính đến ngày 18 tháng 2, quốc gia đạt thành công về doanh thu nhất là Anh Quốc (15.2 triệu đô-la Mỹ), Ý (1.8 triệu đô-la Mỹ), Đức (10.5 triệu đô-la Mỹ), Úc (6 triệu đô-la Mỹ) và Pháp (5.3 triệu đô-la Mỹ). Lần đề cử tại Giải Oscar giúp phim có doanh thu tiếp tục tăng ở khắp nơi trên toàn cầu; tuần kế tiếp, Vẻ đẹp Mỹ mang về 10.9 triệu đô-la Mỹ tại 27 quốc gia, với những lần mở màn mạnh mẽ tại Brazil, Mexico và Hàn Quốc. Trong tuần lễ ngày 3 tháng 3 năm 2000, Vẻ đẹp Mỹ mở đầu thuận lợi tại Hồng Kông, Đài Loan và Singapore, những thị trường thông thường "không dễ tiếp nhận mức độ thành công đến thế này". Hàn Quốc cũng mang về doanh thu lớn, với lợi nhuận 1.2 triệu đô-la Mỹ sau 9 ngày. Sau cùng, Vẻ đẹp Mỹ đạt doanh thu 130.1 triệu đô-la Mỹ tại Bắc Mỹ cùng 226.2 triệu đô-la Mỹ tại thị trường quốc tế; và tổng cộng 356.3 triệu đô-la Mỹ trên toàn cầu.

### Giải trí tại gia
Vẻ đẹp Mỹ phát hành thông qua định dạng VHS vào ngày 9 tháng 5 năm 2000 và trên DVD cùng hệ thống DTS vào ngày 24 tháng 10 năm 2000. Trước đợt phát hành cho thuê tại Bắc Mỹ vào ngày 9 tháng 5, Blockbuster Video muốn mua lại hàng trăm nghìn bản sao bổ sung nhằm đạt đến "danh hiệu đảm bảo"—bất kỳ ai thuê bộ phim này đều được đảm bảo một bản sao. Vì Blockbuster và DreamWorks không thể thỏa thuận thông qua bản hợp đồng chia lợi nhuận, Blockbuster đặt mua hai phần ba lượng bản sao ban đầu. DreamWorks làm tròn 1 triệu bản cho thuê; trong đó Blockbuster thường chiếm khoảng 400.000 bản. Một vài cửa hàng Blockbuster chỉ trưng bày 60 bản, trong khi những nơi khác không hề trưng bày bộ phim này, buộc khách hàng phải yêu cầu chúng. Chiến lược đòi hỏi nhân viên phải khẳng định đến khách hàng nhằm giải thích vấn đề; Blockbuster khẳng định chỉ phải "[theo dõi] nhu cầu của khách hàng" trong giai đoạn giảm sút số lượng băng đĩa. Chiến lược của Blockbuster bị rò rỉ trước ngày 9 tháng 5, giúp tăng 30% lượng yêu cầu so với các doanh nghiệp bán lẻ khác. Trong tuần đầu phát hành dưới dạng cho thuê, Vẻ đẹp Mỹ mang về 6.8 triệu đô-la Mỹ. Lợi nhuận này thấp hơn so với những gì mà DreamWorks và Blockbuster thỏa thuận. Cùng năm đó, The Sixth Sense bỏ túi 22 triệu đô-la Mỹ trong lần phát hành cho thuê; trong khi Fight Club đem về 8.1 triệu đô-la Mỹ, cho dù doanh thu phòng vé chỉ bằng 29% của Vẻ đẹp Mỹ. Chiến lược của Blockbuster cũng ảnh hưởng đến phí thuê; Vẻ đẹp Mỹ có giá trung bình là 3.12 đô-la Mỹ, so với giá 3.40 đô-la Mỹ của những bộ phim được Blockbuster quảng bá toàn phần. Chỉ 53% lượng thuê phim được tiêu thụ trong tuần đầu, so với mức 65% thông thường.
Lần phát hành dưới dạng DVD bao gồm những cảnh hậu trường, âm thanh chú giải từ Mendes và Ball và trình bày kịch bản với diễn giải từ Mendes và Hall. Trong phần chú giải phim, Mendes có nhắc đến những cảnh bị hủy mà anh định cho vào sản phẩm sau cùng. Dù vậy, những cảnh này không xuất hiện trên DVD vì anh thay đổi ý định sau khi thu hình đoạn phim chú thích; Mendes cảm thấy trình chiếu những cảnh mình không muốn chọn có thể làm mất đi tính toàn vẹn của bộ phim.
Ngày 21 tháng 9 năm 2010, Paramount Home Entertainment phát hành Vẻ đẹp Mỹ trên Blu-ray, như là một phần thuộc Sapphire Series của hãng. Tất cả những bổ sung từ lần phát hành DVD đều xuất hiện, với những đoạn phim giới thiệu được chuyển đổi lên định dạng HD.

## Đánh giá chuyên môn
Giới truyền thông Hoa Kỳ nhìn nhận Vẻ đẹp Mỹ là tác phẩm điện ảnh xuất sắc nhất năm 1999. Phim nhận những lời tán thưởng áp đảo, phần lớn dành cho Spacey, Mendes và Ball. Variety báo cáo rằng "không một bộ phim năm 1999 nào nhận sự tán dương rộng rãi đến thế." Phim là tác phẩm được đón nhận nồng nhiệt nhất tại Liên hoan phim quốc tế Toronto (TIFF), nơi nó mang về giải thưởng People's Choice Award do khán giả Liên hoan phim bầu chọn. Đạo diễn của TIFF, Piers Handling, phát biểu, "Vẻ đẹp Mỹ là điểm nhấn của Liên hoan phim, là bộ phim được bàn tán nhiều nhất."
Trên tờ Variety, Todd McCarthy cho rằng diễn xuất của dàn diễn viên "không thể nào tuyệt vời hơn"; anh tuyên dương "nét xử lý lời bóng gió, sự mỉa mai nhẹ nhàng và giọng điệu bộc trực" của Spacey và cách mà anh thuấm nhuần Lester với "cảm giác chân thật". Janet Maslin từ The New York Times cho rằng Spacey lúc đó đang ở "đỉnh của sự hóm hỉnh và linh hoạt" nhất cho đến nay, trong khi Roger Ebert từ Chicago Sun-Times vinh danh Spacey khi nhập vai thành công một người đàn ông "thực hiện những điều táo bạo và dại dột [nhưng] không đánh lừa bản thân mình". Kevin Jackson từ Sight & Sound cho rằng Spacey đã thuyết phục anh hơn nhiều vai diễn trước đây, gọi khía cạnh thỏa mãn nhất nằm ở việc thể hiện ở "cả phe tà ác lẫn anh hùng". Trong Film Quarterly, Gary Hentzi khen ngợi các diễn viên, nhưng cho rằng các nhân vật như Carolyn và Đại tá Fitts mang tính rập khuôn. Hentzi cáo buộc Mendes và Ball nhận diện một cách quá dễ dãi ở Jane và Ricky, khi gọi Ricky là "hình tượng ảo tưởng" của họ—một chàng trai thiếu niên, một nghệ sĩ giàu có một cách ngớ ngẩn, có thể tự tay "chi trả [cho chính] dự án của mình". Hentzi nghĩ Angela mới là hình tượng thiếu niên đáng tin tưởng nhất trong phim, đặc biệt với những cố gắng "thân thuộc một cách đau khổ" để "bắt kịp với hình tượng không xứng đáng của mình". Maslin đồng tình rằng một vài nhân vật không độc đáo, nhưng cho rằng sự mô tả một cách chi tiết của họ khiến mọi thứ trở nên đáng nhớ. Kenneth Turan từ Los Angeles Times cho rằng các diễn viên nắm bắt "một cách hoàn hảo" trong những vai diễn khó; anh gọi diễn xuất của Spacey là "nguồn năng lượng dẫn dắt bộ phim", cho rằng anh chỉ huy tâm trí của khán giả dù Lester không phải lúc nào cũng gây thiện cảm đến khán giả. "Ngoài những khác biệt đáng kể, chúng tôi đều thích [các nhân vật này]," Turan kết luận.
Maslin cảm thấy Mendes chỉ đạo cùng "nét tinh anh hình ảnh tuyệt vời", gọi phong cách đơn giản của anh hòa quyện cùng "sự chua chát và tươi sáng", gợi nên "các họa tiết thanh nhã, đầy cám dỗ của trò chơi lạm quyền" từ những tác phẩm sân khấu của anh. Jackson cho rằng gốc rễ sân khấu của Mendes đôi lúc được thể hiện và khía cạnh "phi thường nhất" xuất hiện khi diễn xuất của Spacey không làm lu mờ đi bộ phim. Anh nghĩ kịch bản đã được Mendes thực hiện phức tạp một cách trôi chảy, đến lực mạnh của toàn bộ phim và nét lão luyện trong dàn dựng âm nhạc. McCarthy tin Vẻ đẹp Mỹ là một "nước cờ mở đầu cừ khôi" cho những người mới bước vào ngành điện ảnh như Mendes và Ball. Anh cho rằng sự "chắc tay" của Mendes cũng "tỉ mỉ và đầy kiểm soát" như ở các tác phẩm sân khấu của anh. McCarthy trích dẫn các đóng góp của Hall là điều may mắn cho Mendes, khi các nhà quay phim "thất bại" trong chuyển đổi chủ đề của tác phẩm. Turan cũng đồng tình khi nghĩ các lựa chọn hợp tác của Mendes đều "hỏng", chi tiết gọi tên Hall và Newman. Turan nhất trí Vẻ đẹp Mỹ có thể đã thừa hưởng từ kinh nghiệm của Mendes, khi "lòng táo bạo khả thi ở mọi thứ" của anh khiến các đạo diễn dày dặn hơn phải dè chừng. Turan cảm thấy thành quả của Mendes là "lưu giữ lại và đề bật [tính] mâu thuẫn" từ kịch bản của Ball—cùng lúc "khắc họa [...] và vào vai [các nhân vật] một cách đau đớn". Hentzi, vừa lên tiếng chỉ trích nhiều lựa chọn của Mendes và Ball, vừa khẳng định phim cho thấy "những tài năng đáng kể" của họ.
Turan trích dẫn sự thiếu cưỡng chế của Ball trong quá trình chắp bút cho phim như một lý do cho nét dị thường của nó, đặc biệt là sự thay đổi giọng điệu một cách nhẹ nhàng của kịch bản. McCarthy cho rằng kịch bản phim "mới mẻ và độc lập" như bất kỳ bộ phim Hoa Kỳ đương đại nào và tán dương cách mà phim phân tích các nhân vật mà không thỏa hiệp với nhịp tường thuật. Anh gọi phần hội thoại của Ball "chua chát" và các nhân vật—ngoại trừ Carolyn—được "miêu tả sâu sắc". McCarthy còn chỉ ra một lỗi khác nằm ở việc tiết lộ thiên hướng giới tính của Fitt, làm anh gợi lại về "học thuyết Freud đáng kính". Jackson cho rằng phim vượt lên từ bối cảnh rập khuôn để trở thành một "điều hài hước đáng ngạc nhiên, tháo vát và ảm đạm". Anh cho rằng ngay cả khi phim phô diễn những tràn cười hài kịch tình huống, nó vẫn thực hiện với "sắc thái không ngờ đến". Hentzi chỉ trích cách mà phim tạo dựng bí ẩn xung quanh vụ ám sát của Lester, tin rằng nó đầy mánh khóe và đơn giản chỉ là cách gia tăng sự cường điệu. McCarthy trích dẫn phần sản xuất và thiết kế phục trang như là những điểm cộng và nhạc phim đủ tốt để tạo nên "đối âm mỉa mai" đến câu chuyện. Hentzi kết luận Vẻ đẹp Mỹ "đầy sức sống nhưng thất thường", anh cảm thấy điểm xuất sắc nhất của phim nằm ở sự xem xét về "cách mà thanh thiếu niên và người lớn hình dung cuộc sống của nhau" và dù động lực giữa Lester và Angela khá thân thuộc, thì điều lãng mạn xen lẫn mỉa mai vẫn khuất sau "sự đối đãi văn chương nhẫn nại nhất" của chủ đề phim, giống như Lolita. Tuy vậy, Hentzi tin rằng các chủ đề chủ nghĩa duy vật hay sự hòa nhập tại ngoại ô Hoa Kỳ đều "nhàm chán". McCarthy tuy thừa nhận phần bối cảnh thân thuộc nhưng cho rằng nó chỉ đơn thuần đem đến "điểm mở đầu" cho phim, nhằm kể về "câu chuyện xem xét nhẹ nhàng và sâu sắc". Maslin đồng tình; cô cho rằng trong khi phim "nhắm đến mục tiêu không quá mới mẻ" và chủ đề không làm ngạc nhiên về sự thiếu hòa nhập, bộ phim vẫn mang tính "lạ thường mòn mỏi". Ebert trao cho Vẻ đẹp Mỹ 4/4 sao, trong khi Turan khẳng định phim đa tầng, lay động, phức tạp và bất ngờ, gọi đây là "một bộ phim tuyệt vời".
Vài tháng sau khi phát hành, phim đối mặt trước nhiều lời đánh giá phân cực từ giới truyền thông Hoa Kỳ và tiếp tục nhận những phản hồi thờ ơ hơn từ phía các nhà phê bình trong nhiều năm kế tiếp. Vào năm 2005, Premiere xếp Vẻ đẹp Mỹ vào một trong 20 "phim được đánh giá quá mức mọi thời đại"; Mendes chấp nhận việc tái nhận định không thể chối cãi của giới phê bình, cho rằng "Tôi nghĩ một vài lời phê bình là thỏa đáng—phim hơi được đề cao quá mức vào thời điểm đó." Đến nay, phim giữ 77% lượng đánh giá tích cực trên trang mạng Rotten Tomatoes dựa trên 181 bài nhận xét, với điểm trung bình là 8.2/10; lời nhận xét chung của trang—"Với dàn diễn viên hoàn hảo cùng sự dí dỏm cay độc và chua chát, Vẻ đẹp Mỹ mang tính thông thái, khiêu khích và là đỉnh điểm của dòng phim Hollywood thịnh hành vào cuối thập niên 90." Trên trang Metacritic, phim đạt mức "tán dương rộng rãi" với số điểm 86, dựa trên 33 bài nhận xét.

## Giải thưởng
Vẻ đẹp Mỹ không phải là tác phẩm ưa chuộng ngay từ đầu tại mùa giải thưởng điện ảnh Hoa Kỳ. Nhiều đối thủ khác được khen ngợi vào cuối năm 1999 và giới phê bình Hoa Kỳ liệt chúng vào danh sách xuất sắc của năm. Hiệp hội phê bình phim Chicago và Hiệp hội Phê bình Phim Phát sóng vinh danh bộ phim này là tác phẩm xuất sắc nhất năm 1999; cho dù Hội phê bình phim New York, Hội phê bình phim quốc gia và Hiệp hội phê bình phim Los Angeles đều công nhận Vẻ đẹp Mỹ, họ lại giành ngôi quán quân cho những phim khác. Cuối năm đó, các báo cáo phê bình xung đột viết rằng Vẻ đẹp Mỹ bị thua thiệt trong cuộc đua giành giải "Phim hay nhất"; dù vậy, tại giải Quả cầu vàng vào tháng 1 năm 2000, Vẻ đẹp Mỹ đoạt giải "Phim hay nhất", "Đạo diễn xuất sắc nhất" và "Kịch bản hay nhất".
Gần đến lúc đề cử cho Giải Oscar lần thứ 72, ứng cử viên hàng đầu vẫn chưa lộ diện. DreamWorks mở một chiến dịch lớn cho Vẻ đẹp Mỹ vào 5 tuần trước kỳ bỏ phiếu với 5.600 người bầu thuộc Giải Oscar. Chiến dịch bao gồm quảng cáo truyền thống và quảng bá với nhiều chiến lược chú trọng hơn. Cho dù chiến dịch qua hình thức gửi thư điện tử trực tiếp bị cấm, hãng DreamWorks lại tiếp cận đến cộng đồng người bầu cử bằng việc quảng bá phim trong "bối cảnh tự nhiên, thoải mái". Do hãng phim này thất bại trong lần tiến cử giải "Phim hay nhất" vào năm trước đó cho Giải cứu binh nhì Ryan (để lỡ vào tay Shakespeare in Love), thế nên hãng đã thử tiếp cận bằng việc thuê người ngoài cung cấp thông tin cho chiến dịch. Họ thuê lại 3 cố vấn kỳ cựu, những người khuyên xưởng phim nên "nghĩ hẹp lại". Nancy Willen ủng hộ DreamWorks phát hành một chương trình đặc biệt về thực hiện Vẻ đẹp Mỹ, nhằm phô bày bộ phim trước hiệu sách của cộng đồng bỏ phiếu và để sắp xếp một buổi đối đáp cùng Mendes và Viện Hàn lâm Nghệ thuật Điện ảnh và Truyền hình Anh quốc. Dale Olson khuyên hãng nên quảng bá xuất bản miễn phí tại Beverly Hills—nhà của nhiều người bỏ phiếu—để xuất hiện trên nhiều tờ báo lớn. Olson sắp xếp trình chiếu Vẻ đẹp Mỹ cho 1.000 thành viên của Quỹ diễn viên Hoa Kỳ, nơi nhiều diễn viên tham gia cũng là người bầu cử. Bruce Feldman mang Ball đến Liên hoan phim quốc tế Santa Barbara, nơi Ball tham dự một bữa tối riêng tư để vinh danh Anthony Hopkins, đồng thời gặp mặt nhiều người bỏ phiếu khác cũng tham gia tại sự kiện này.
Vào tháng 2 năm 2000, Vẻ đẹp Mỹ đề cử cho 8 giải Oscar; các đối thủ lớn nhất, The Cider House Rules và The Insider đều giành 7 đề cử. Vào tháng 3 năm 2000, các tổ chức lao động lớn của ngành công nghiệp điện ảnh đều vinh danh giải thưởng cao nhất cho Vẻ đẹp Mỹ; sự nhìn nhận đã thay đổi—đến đây, phim được xem là tác phẩm ưa chuộng để chiếm ưu thế tại giải Oscar. Tác phẩm cạnh tranh lớn nhất của Vẻ đẹp Mỹ vẫn là The Cider House Rules, từ hãng Miramax. Cả hai hãng phim đều liên quan đến những chiến dịch công kích nhau; DreamWorks mua được không gian quảng cáo trên Variety lớn hơn Miramax 38%. Ngày 26 tháng 3 năm 2000, Vẻ đẹp Mỹ giành 5 giải Oscar: "Phim hay nhất", "Đạo diễn xuất sắc nhất", "Nam diễn viên chính xuất sắc nhất" (Spacey), "Kịch bản gốc xuất sắc nhất" và "Quay phim xuất sắc nhất". Tại Giải thưởng Điện ảnh Viện Hàn lâm Anh quốc lần thứ 53, Vẻ đẹp Mỹ giành 6 giải trên 14 đề cử: "Phim hay nhất", "Nam diễn viên chính xuất sắc nhất", "Nữ diễn viên chính xuất sắc nhất" (Bening), "Quay phim xuất sắc nhất", "Nhạc phim hay nhất" và "Biên tập xuất sắc nhất". Năm 2000, Hiệp hội nhà báo Hoa Kỳ công nhận hãng DreamWorks cho chiến dịch quảng bá phim hay nhất. Vào tháng 9 năm 2008, Empire liệt Vẻ đẹp Mỹ ở vị trí thứ 96 trong danh sách "Phim xuất sắc nhất mọi thời đại" sau một cuộc bình chọn từ 10.000 đọc giả, 150 nhà làm phim và 50 nhà phê bình; đây là phim năm 1999 xếp cao thứ 4 (đứng sau Fight Club, Ma trận và Magnolia). Vào năm 2013, Hiệp hội tác giả Hoa Kỳ xếp phim vào vị trí thứ 38 trong danh sách "101 Kịch bản xuất sắc nhất".
Phim được đề cử cho Danh sách 100 phim hay nhất của Viện phim Mỹ (phiên bản kỷ niệm 10 năm) vào năm 2007.